# Biserica de lemn din Tilecuș

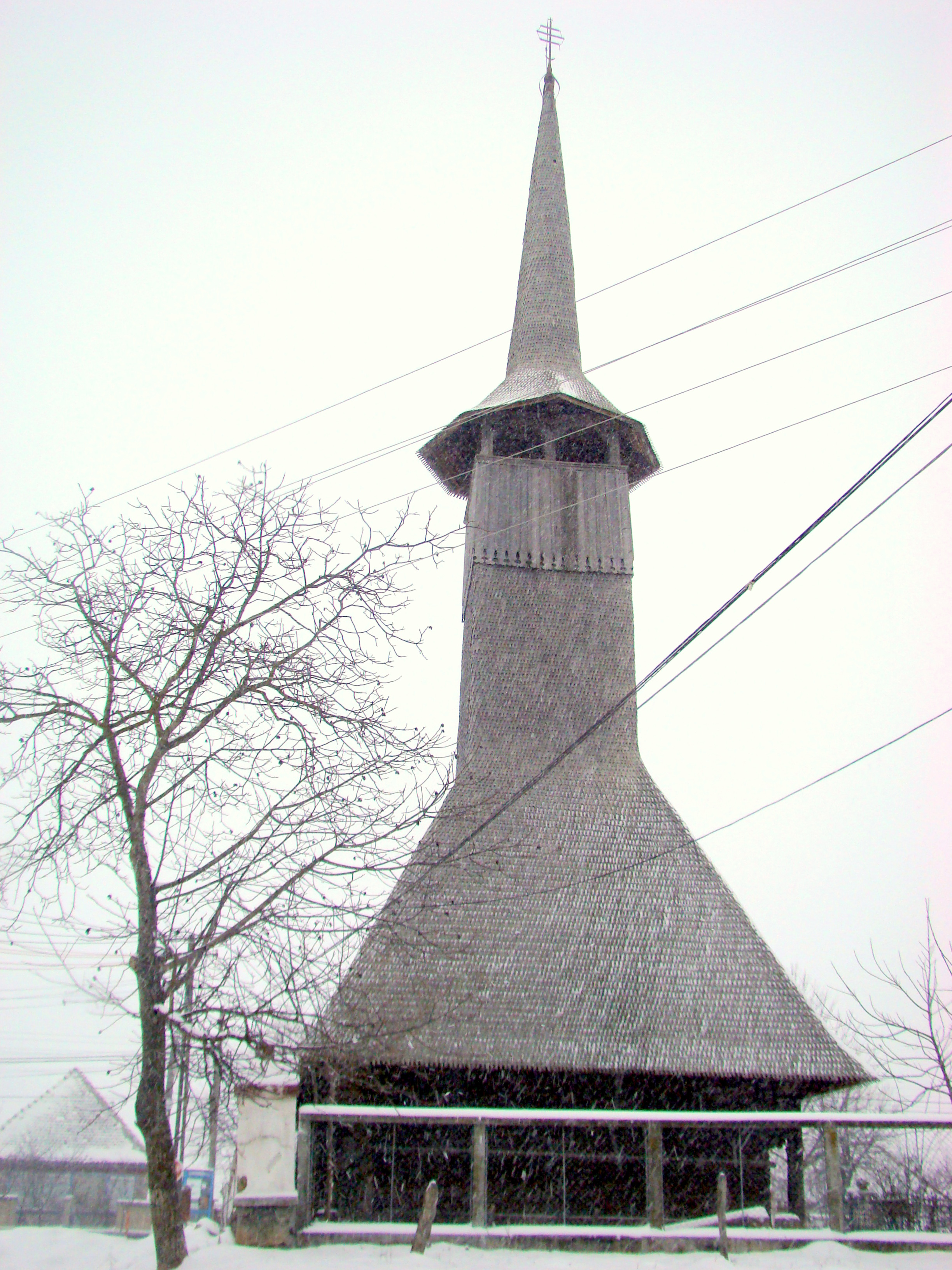
Biserica de lemn „Sfinții Arhangheli” din Tilecuș, comuna Tileagd, județul Bihor, foto: ianuarie 2010.

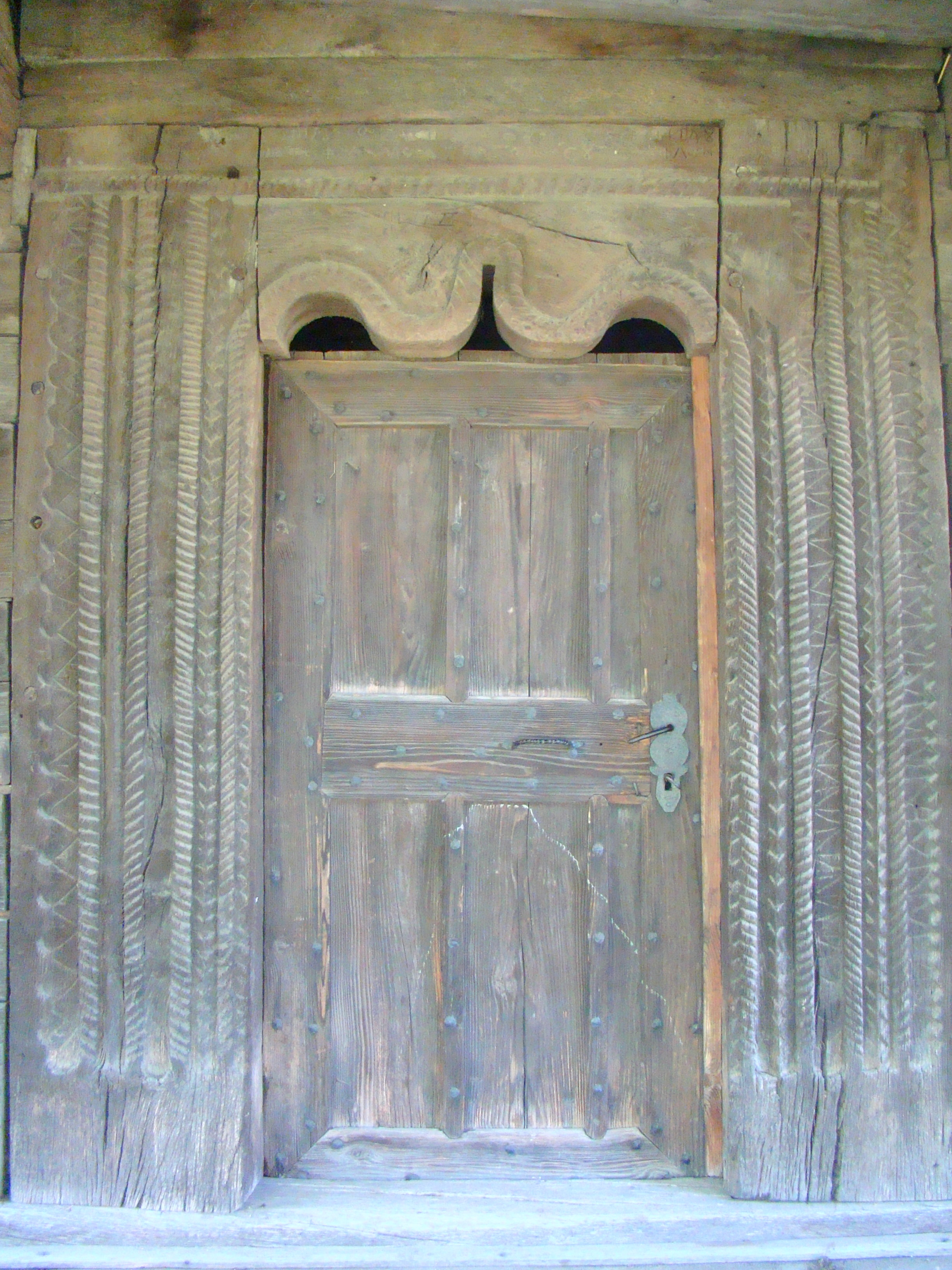
Portalul exterior

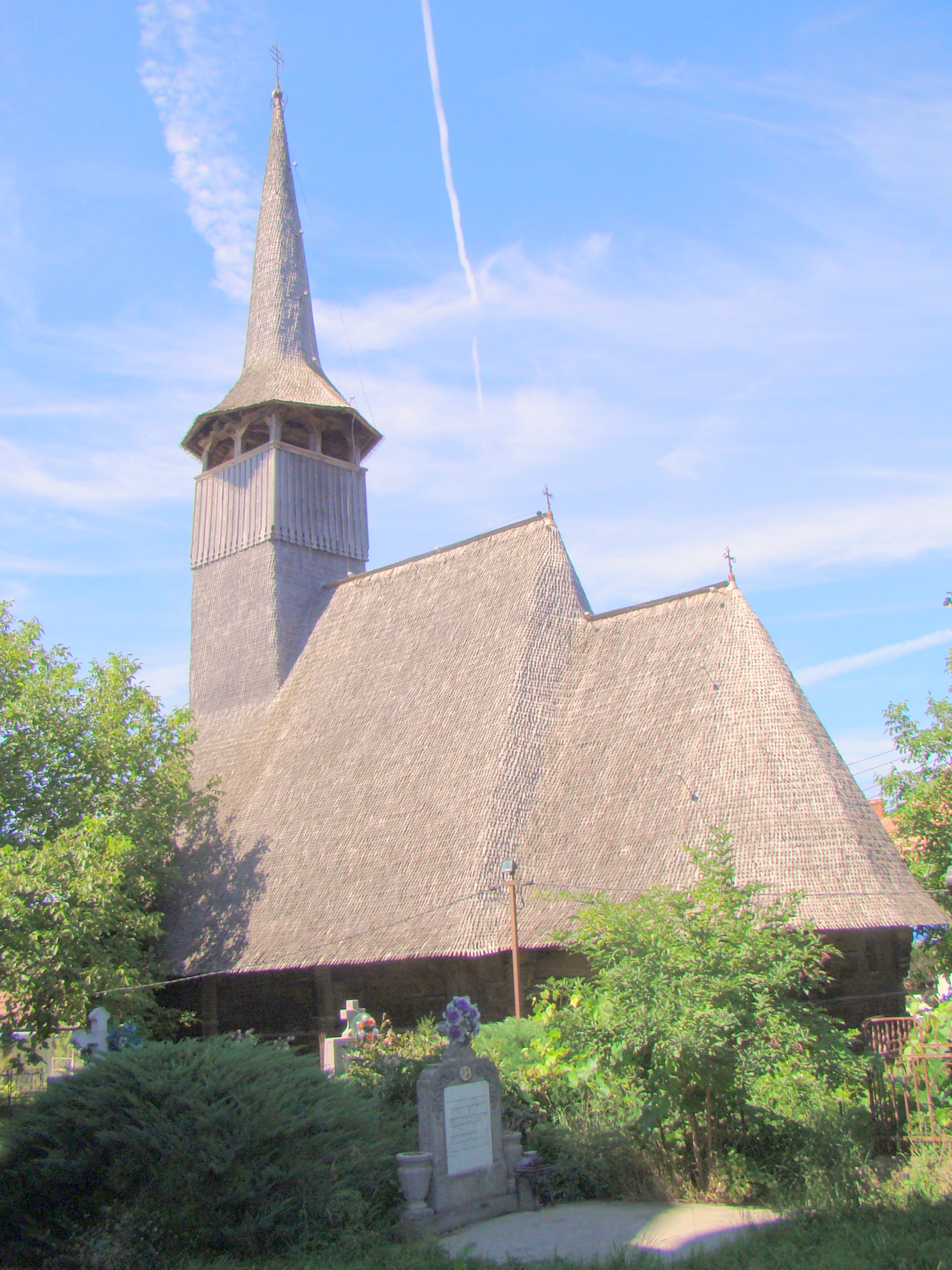
Biserica de lemn „Sfinții Arhangheli” din Tilecuș, comuna Tileagd, județul Bihor, foto: august 2016.

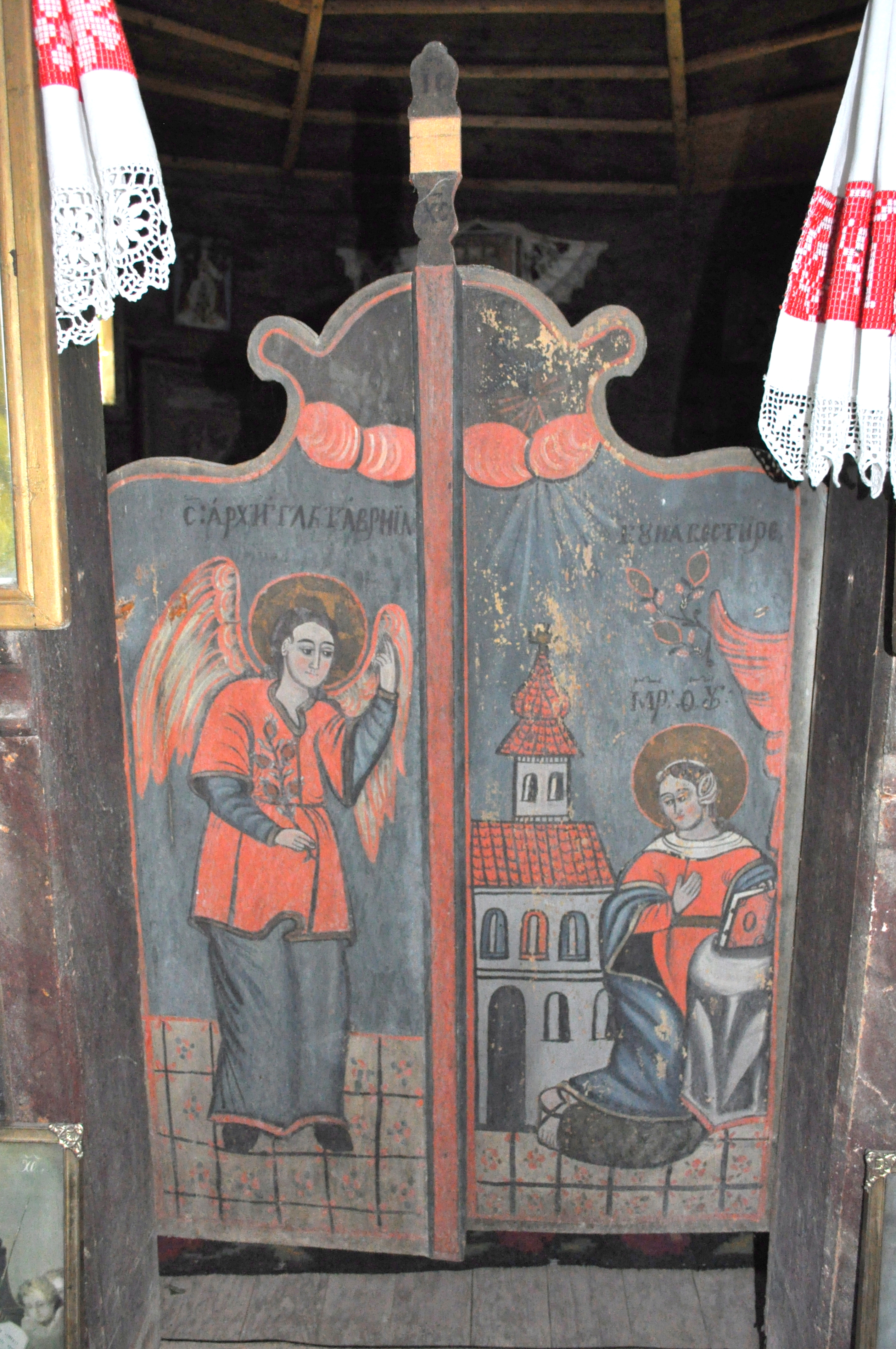
Ușile împărătești: Buna Vestire

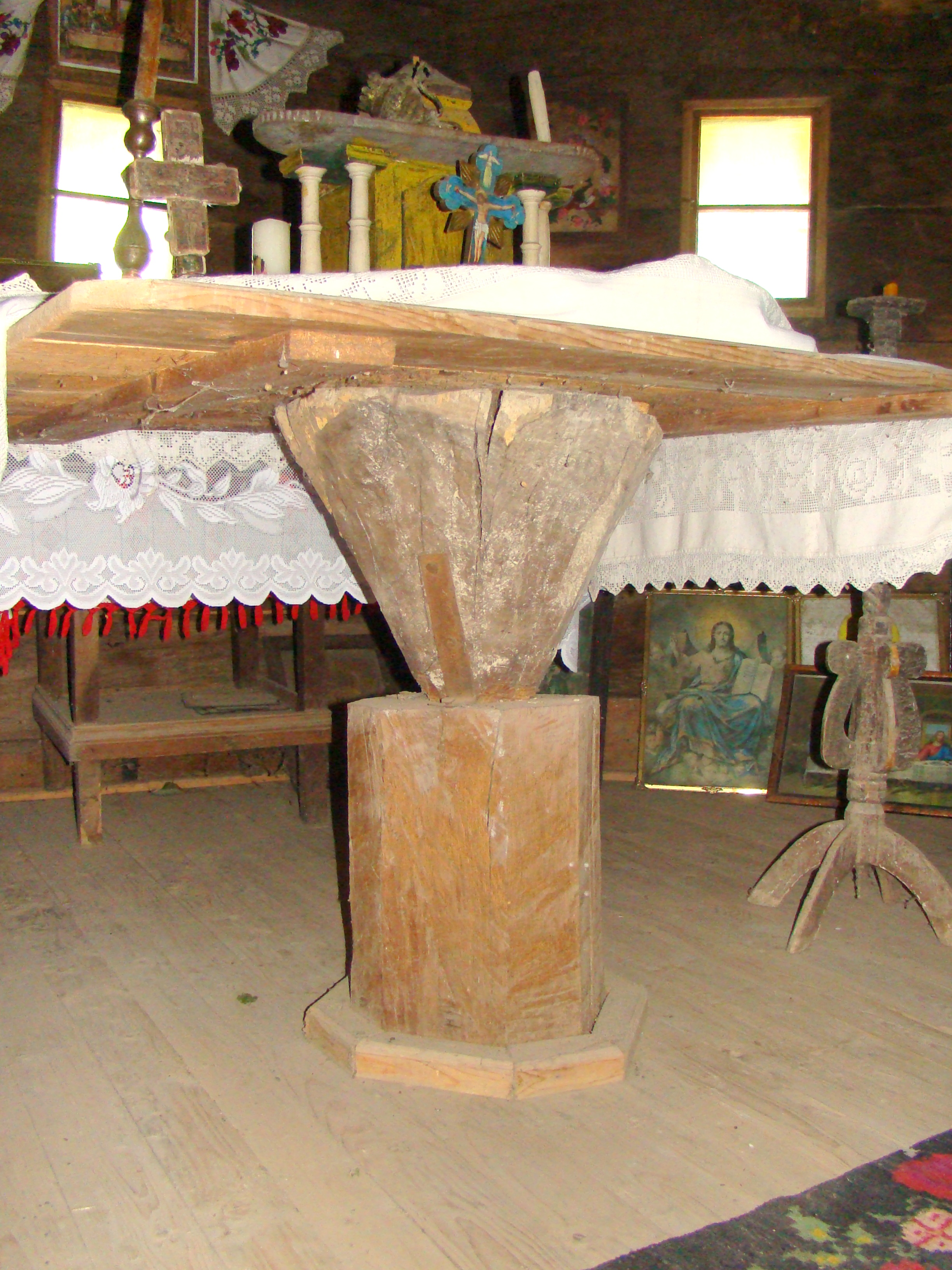
Piciorul mesei altarului

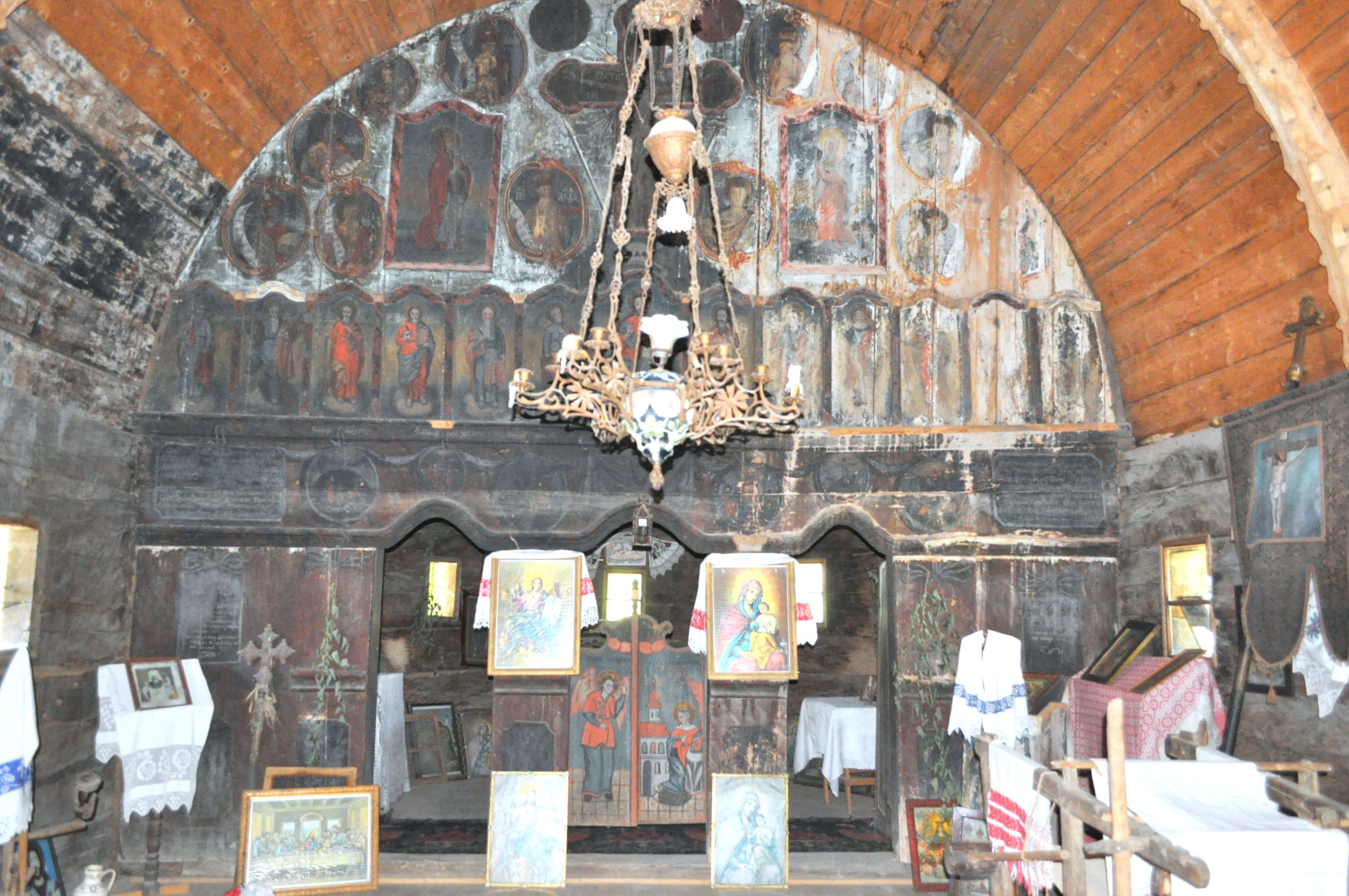
Nava spre iconostas

Biserica de lemn din Tilecuș, comuna Tileagd, județul Bihor, datează din secolul XVIII (1785). Are hramul „Sfinții Arhangheli Mihail și Gavriil”. Biserica se află pe noua listă a monumentelor istorice sub codul LMI:  BH-II-m-A-01217.

## Istoric și trăsături
Biserica de lemn „Sf. Arhangheli Mihail și Gavril" a fost construită în anul 1785, așa cum spune pisania aflată pe grinda de sus a portalului: „...întru această sfântă biserică au dat Filimon cantor o sută de florini. Ani de la Hs. 1785". A fost ctitorită de un român pribeag, Gligor Filimon, urmărit de stăpânire pentru că luase parte la răscoala lui Horea, Cloșca și Crișan. Cei care au construit-o au fost doi meșteri lemnari, frații Vasile și Toader Indrieș de pe Crișul Repede. Bârnele încheiate „în cârlig", consolele și galeria deschisă a turnului, marcată cu arcade duble pe fiecare latură, demonstrează ingeniozitatea și îndrăzneala meșterilor constructori țărani. Biserica este ornamentată cu un brâu în torsadă, iar portalul amintește de modelele gotice cu ciopliturile lui în formă de acoladă. Pictura a fost executată în 1793 de zugravul Mihail Paholcek. Pictura interioară a fost dominată de culoarea albastră, distrusă în mare parte de apele care s-au scurs prin acoperișul de șindrilă. Biserica a avut și câteva xilografii din 1811, lipite pe pereți, aparținând unuia dintre cei mai talentați xilogravori populari, Pop Gheorghe de la Hășdata (Gherla). Azi se mai păstrează doar câteva icoane pe sticlă, provenite din alt centru de iconari - Nicula. Construcția propriu zisă, din lemn masiv de stejar, a rezistat cu brio secolelor care au trecut, degradându-i-se numai acoperișul din șindrilă și picturile interioare. În anul 1965 a fost restaurată prin grija Statului Român, iar în cursul anilor 2003-2004, i s-a înlocuit întreg acoperișul din fondurile Asociației Internaționale a Monumentelor Istorice.
În anii 1937-1939 s-a construit în Tilecuș o nouă Biserică ortodoxă, o adevarată bijuterie de artă, fără concurență pe Valea și terasele Crișului Repede, cu 5 turnuri. Unul, cel mai mare pe bolta bisericii, sprijinit pe patru stâlpi din beton armat și patru mai mici,
laterale, având aspectul unei catedrale. Arhitectul a îmbinat armonios stilul Romanic, Bizantin și Oriental, reușind să redea în miniatură o adevărată „Sfânta Sofia". Pe iconostasul bisericii, pictorul a redat Răstignirea încadrată în 15 rame, în interiorul cărora se pot vedea figuri de sfinți și 12 figuri fără ramă. Partea stângă se prezintă mai bine conservată. În partea de mijloc a iconostasului se văd scene privind Nașterea Mântuitorului, Botezul și Înălțarea la ceruri. Alte picturi reprezintă scene cu Adam și Eva și figuri de Sfinți din teme religioase. Biserica nouă a fost restaurată în totalitate și repictată, lucrări încheiate în 2007.

## Imagini din exterior

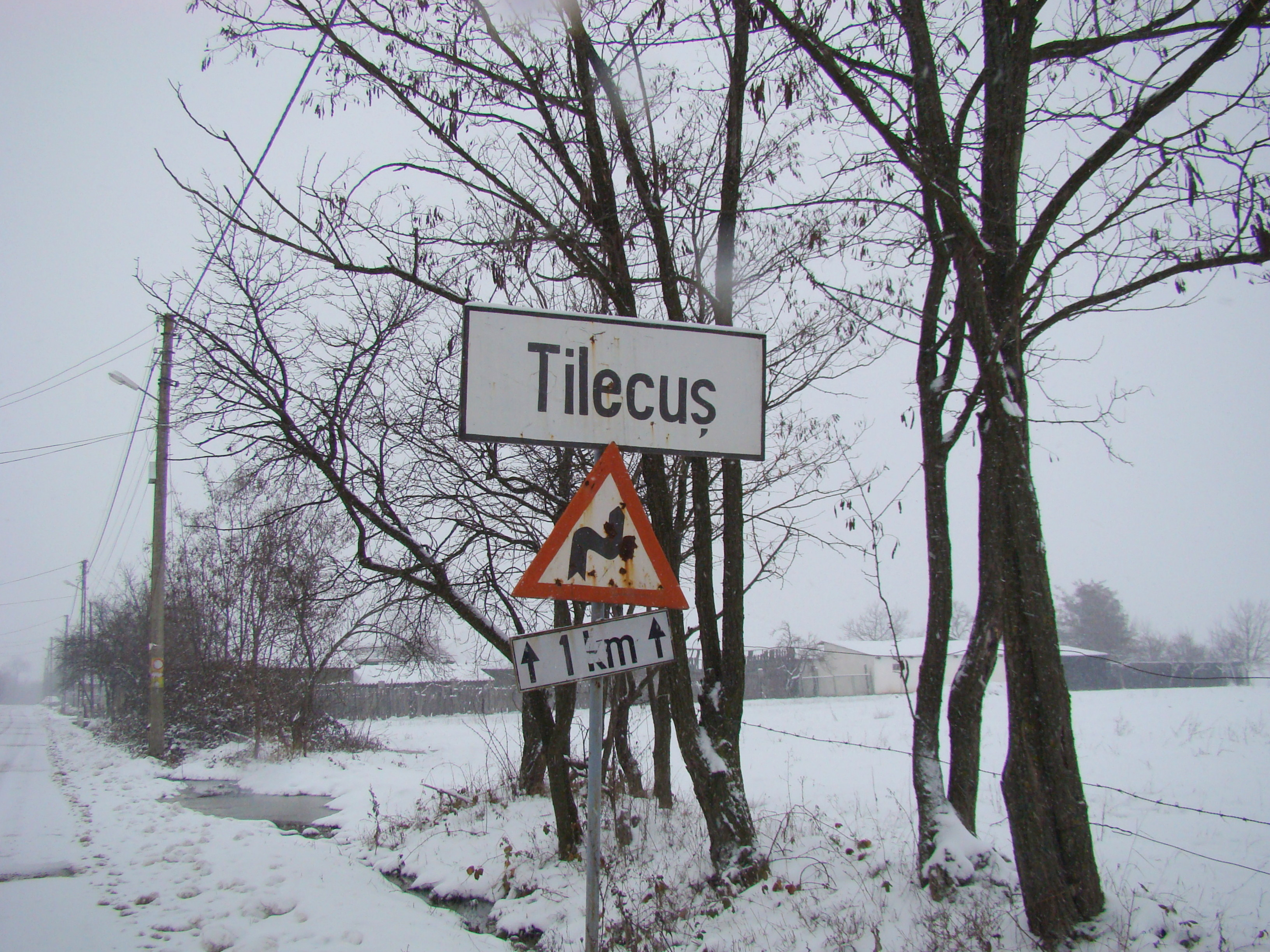
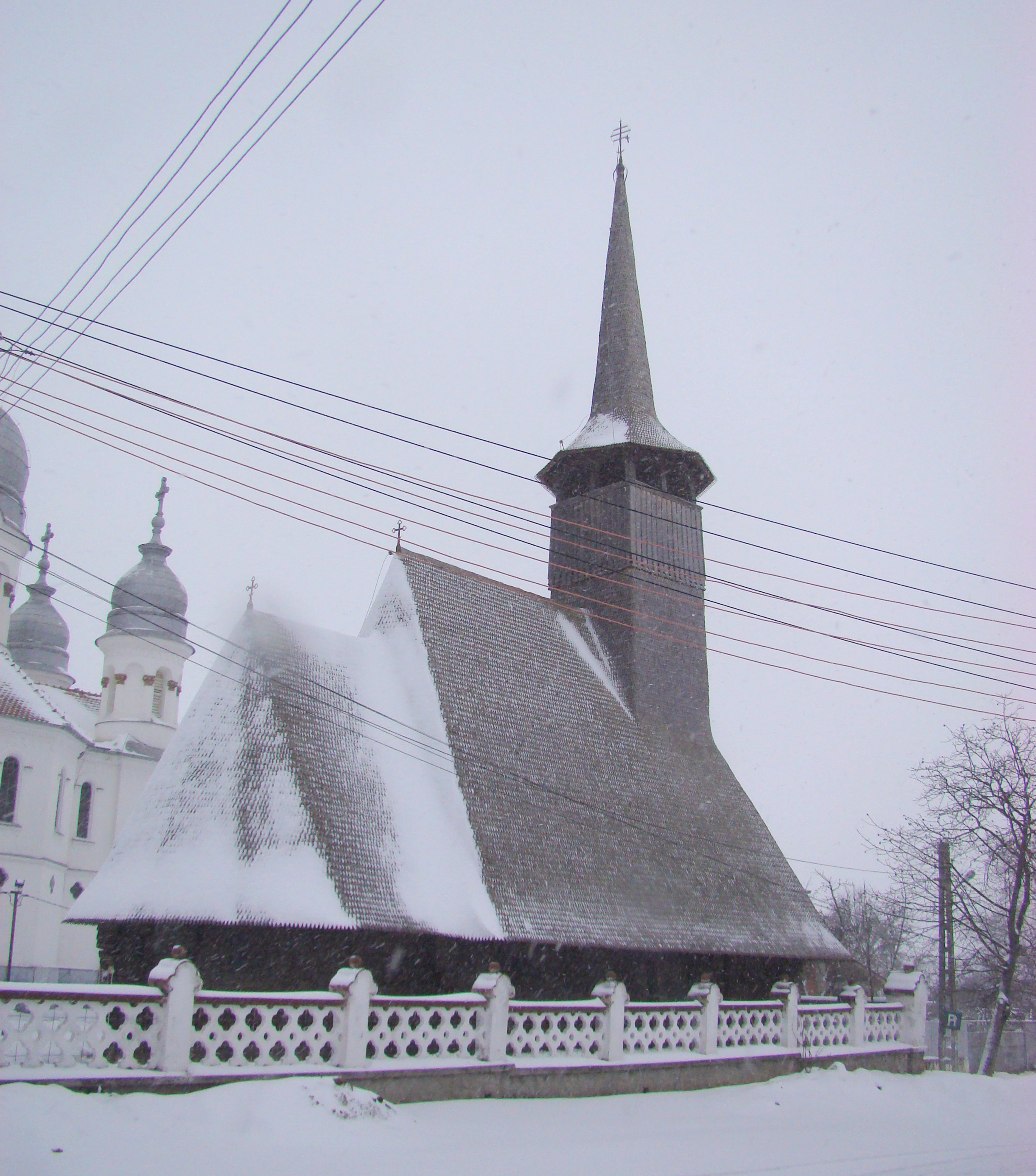
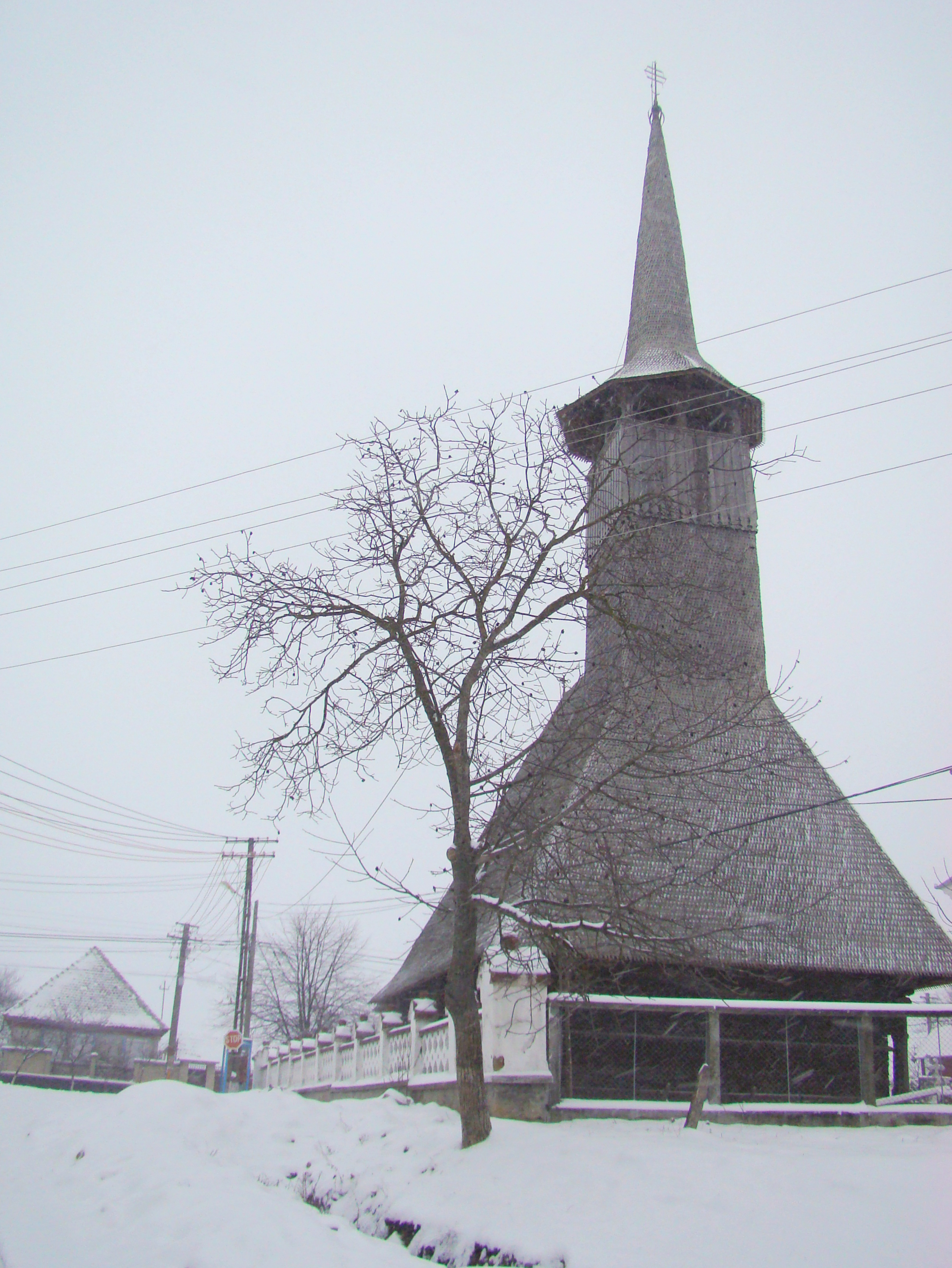
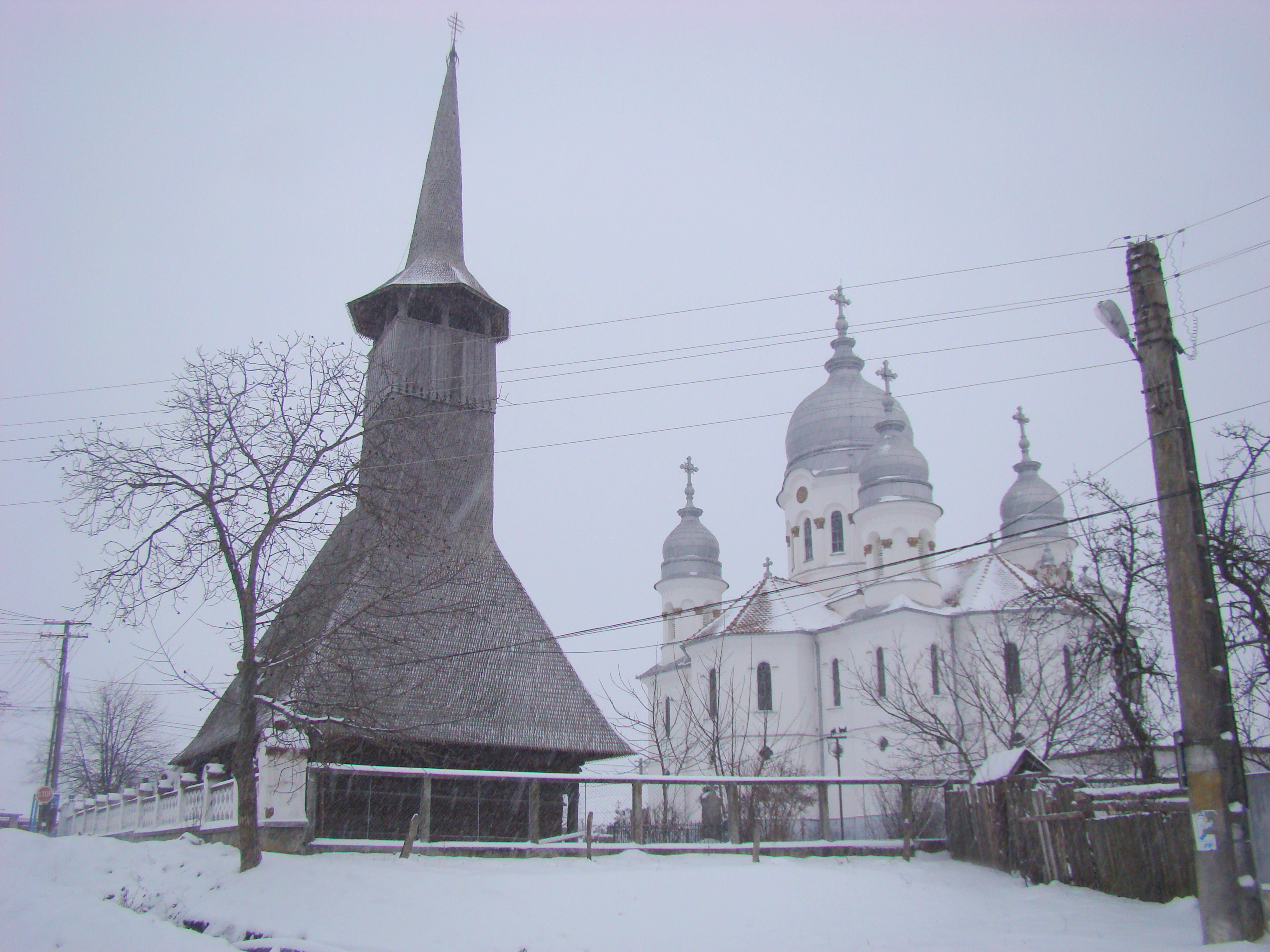
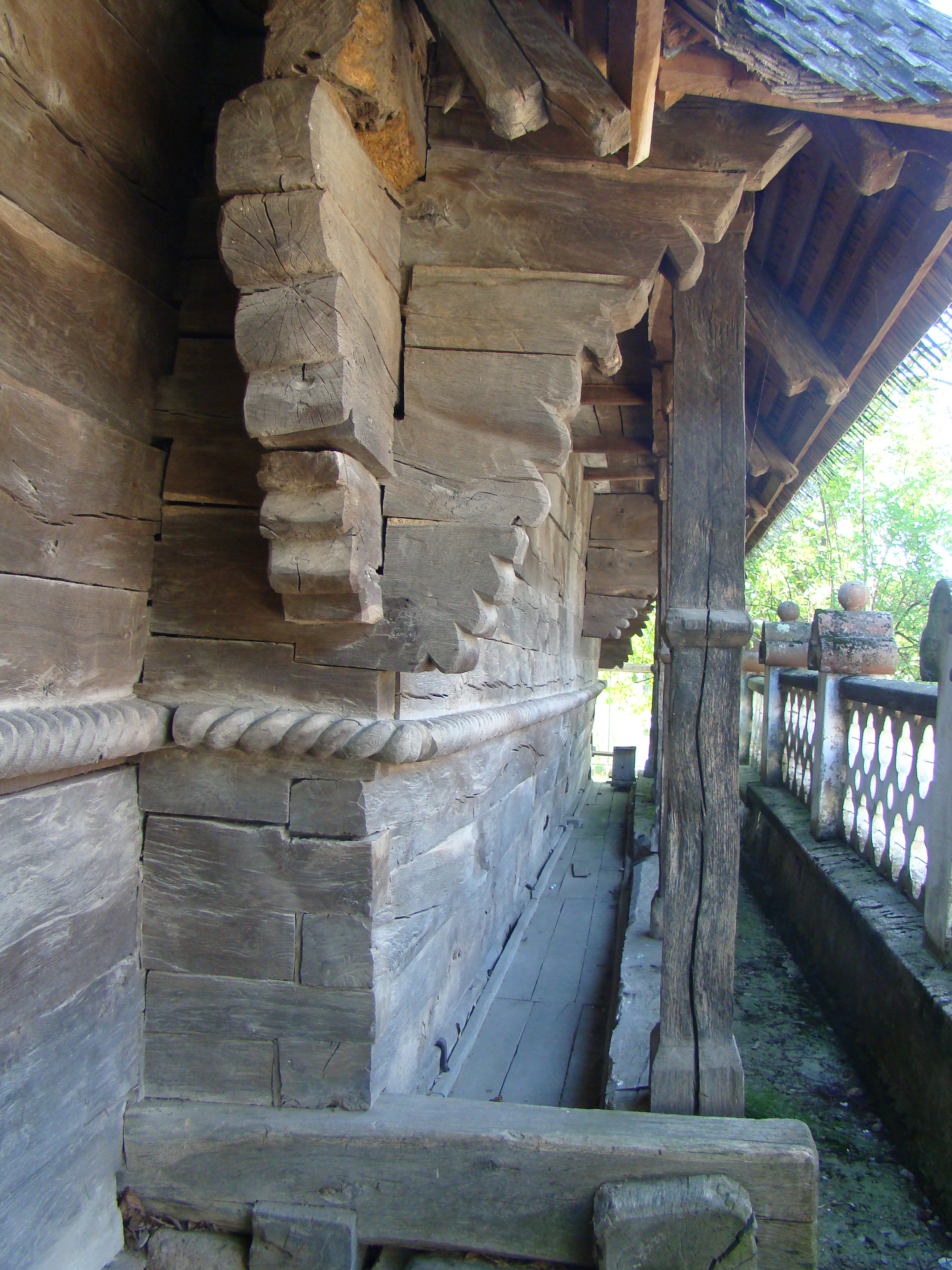
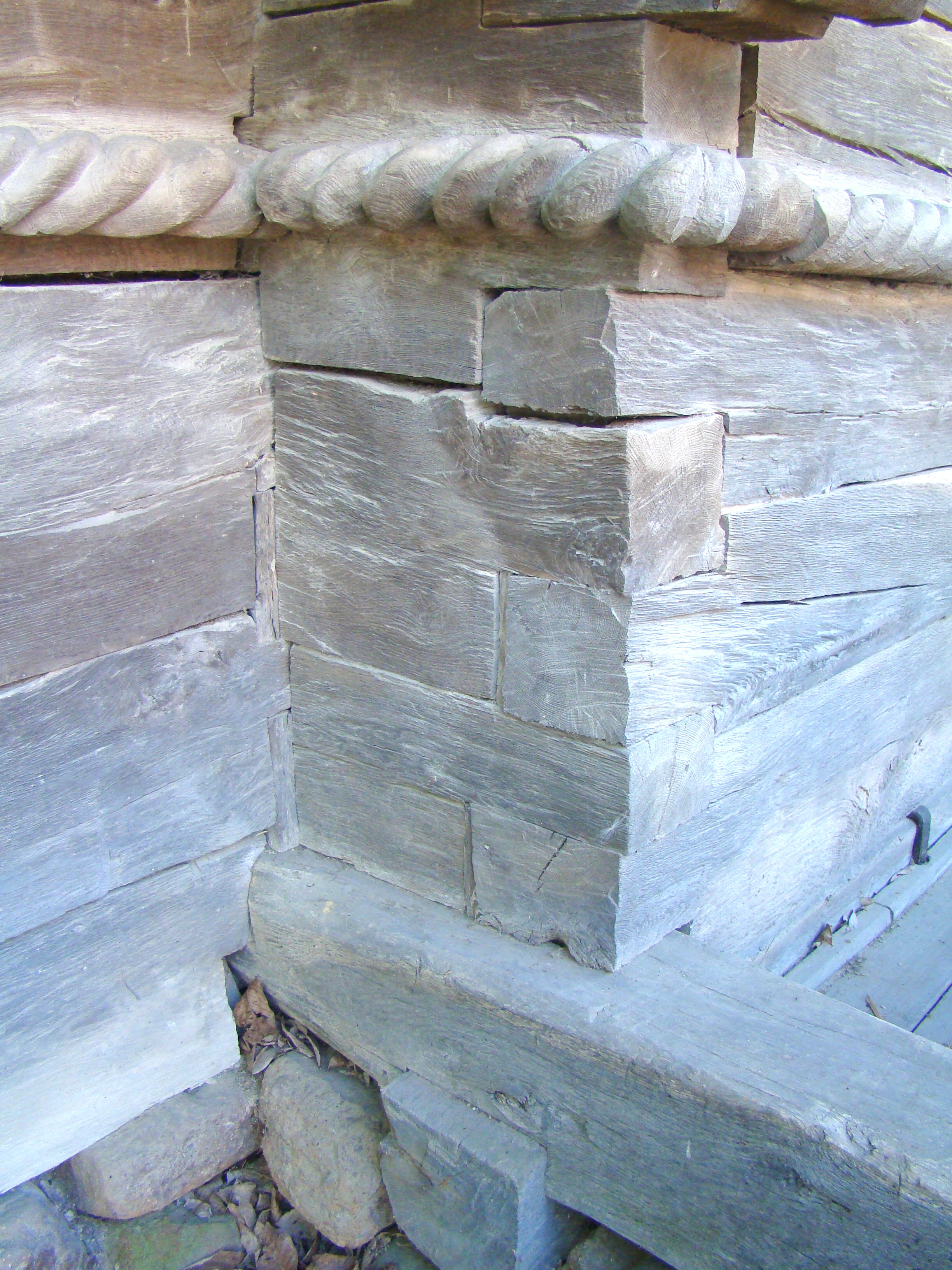
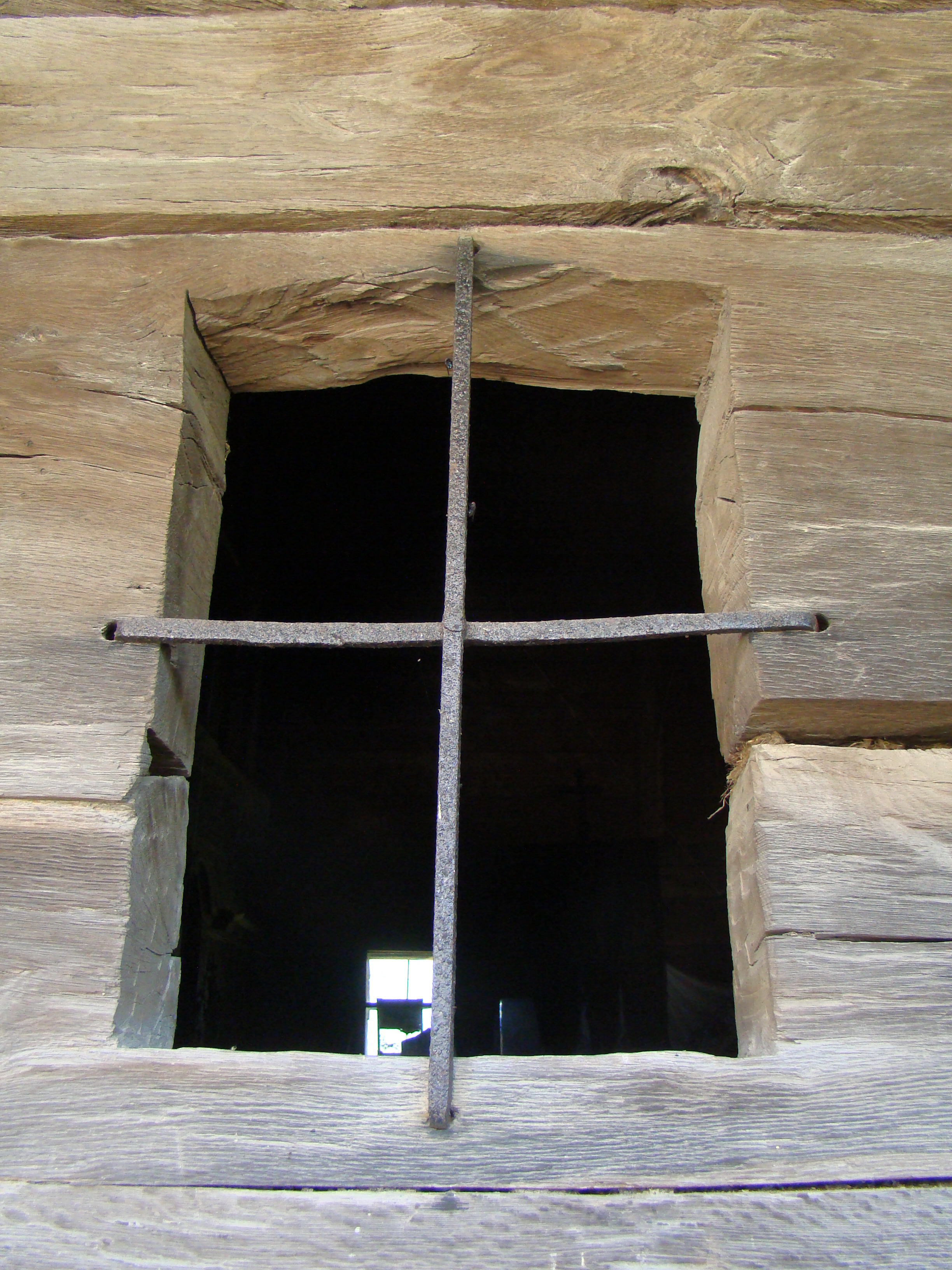
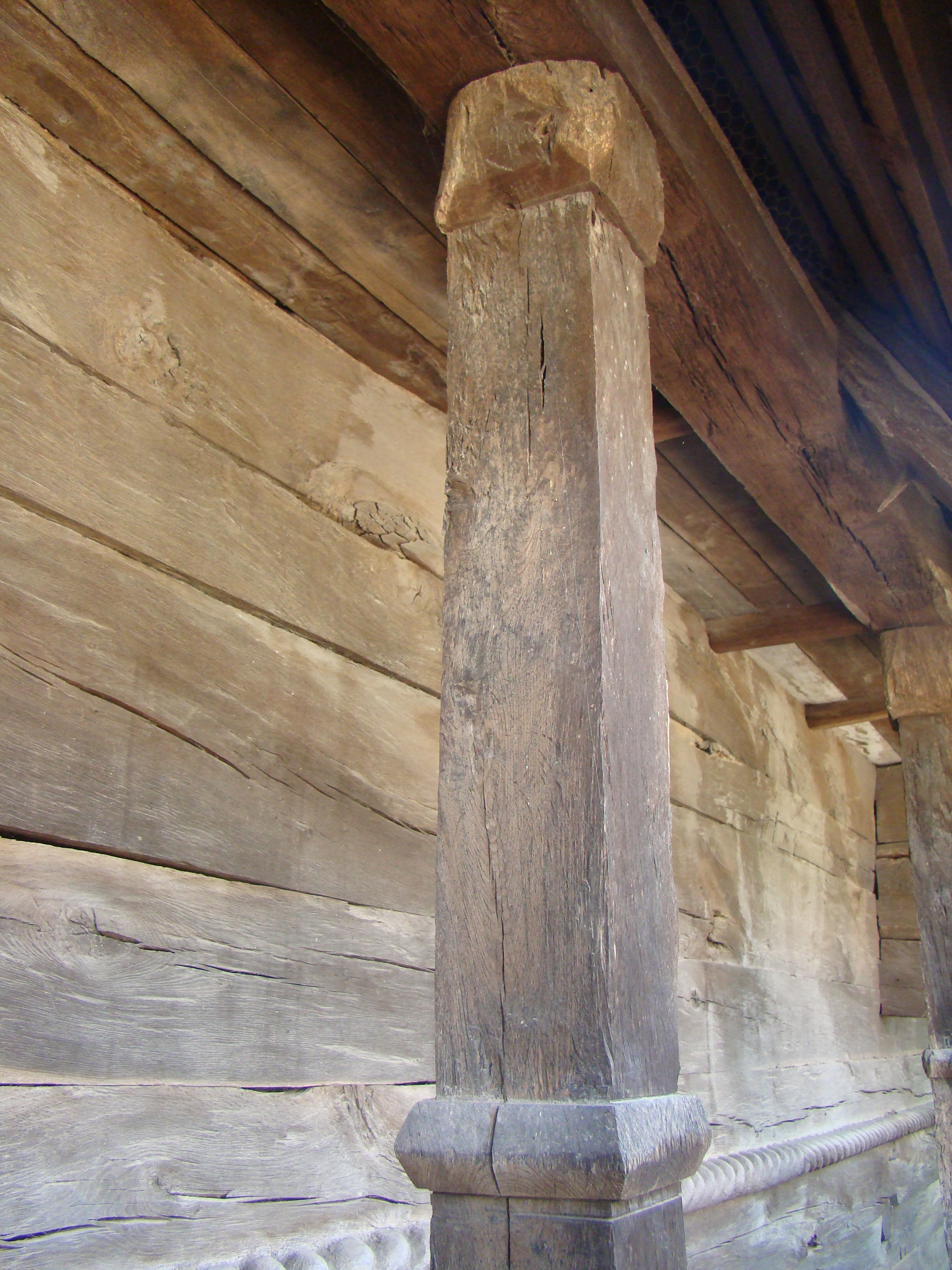
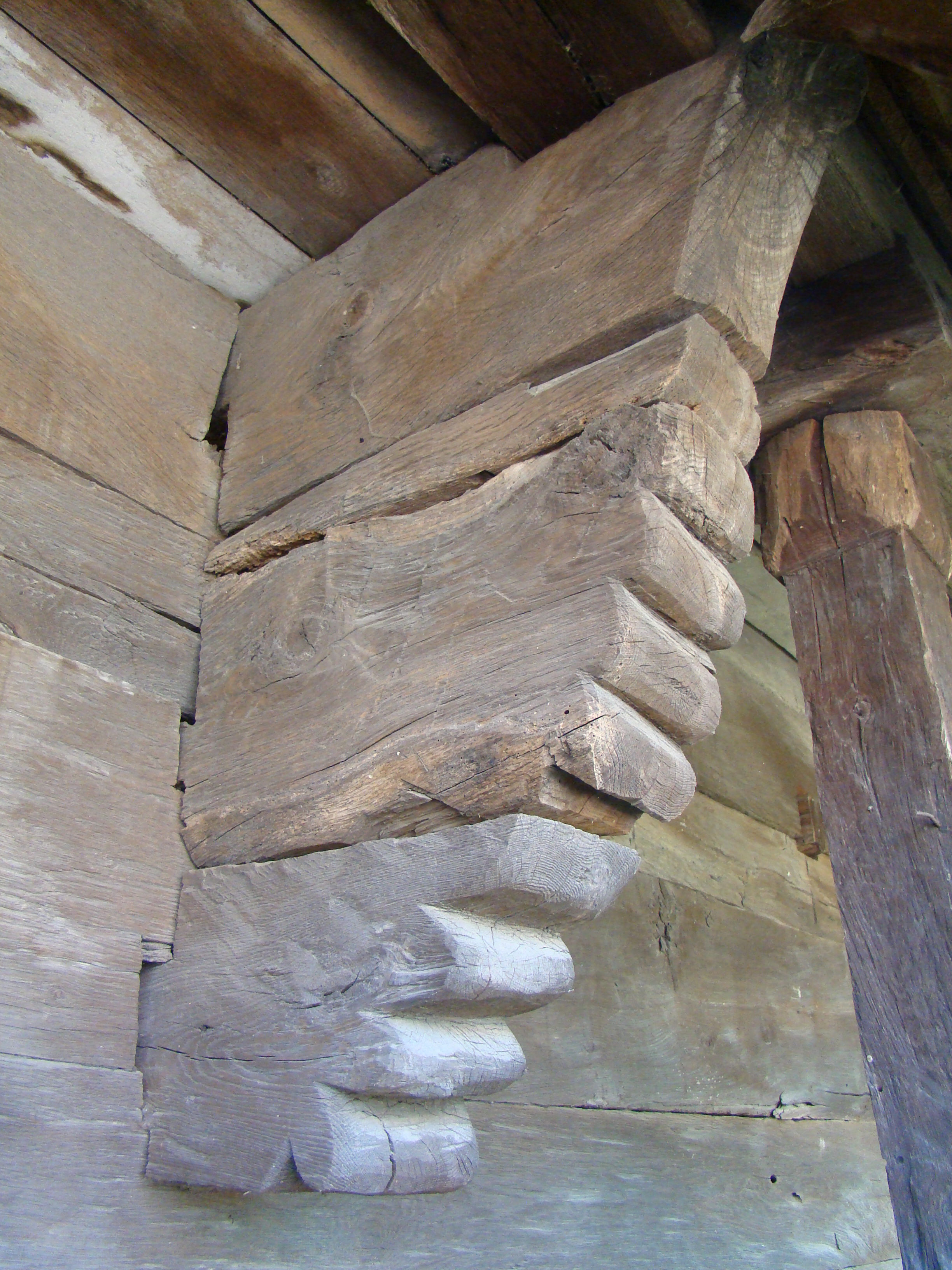
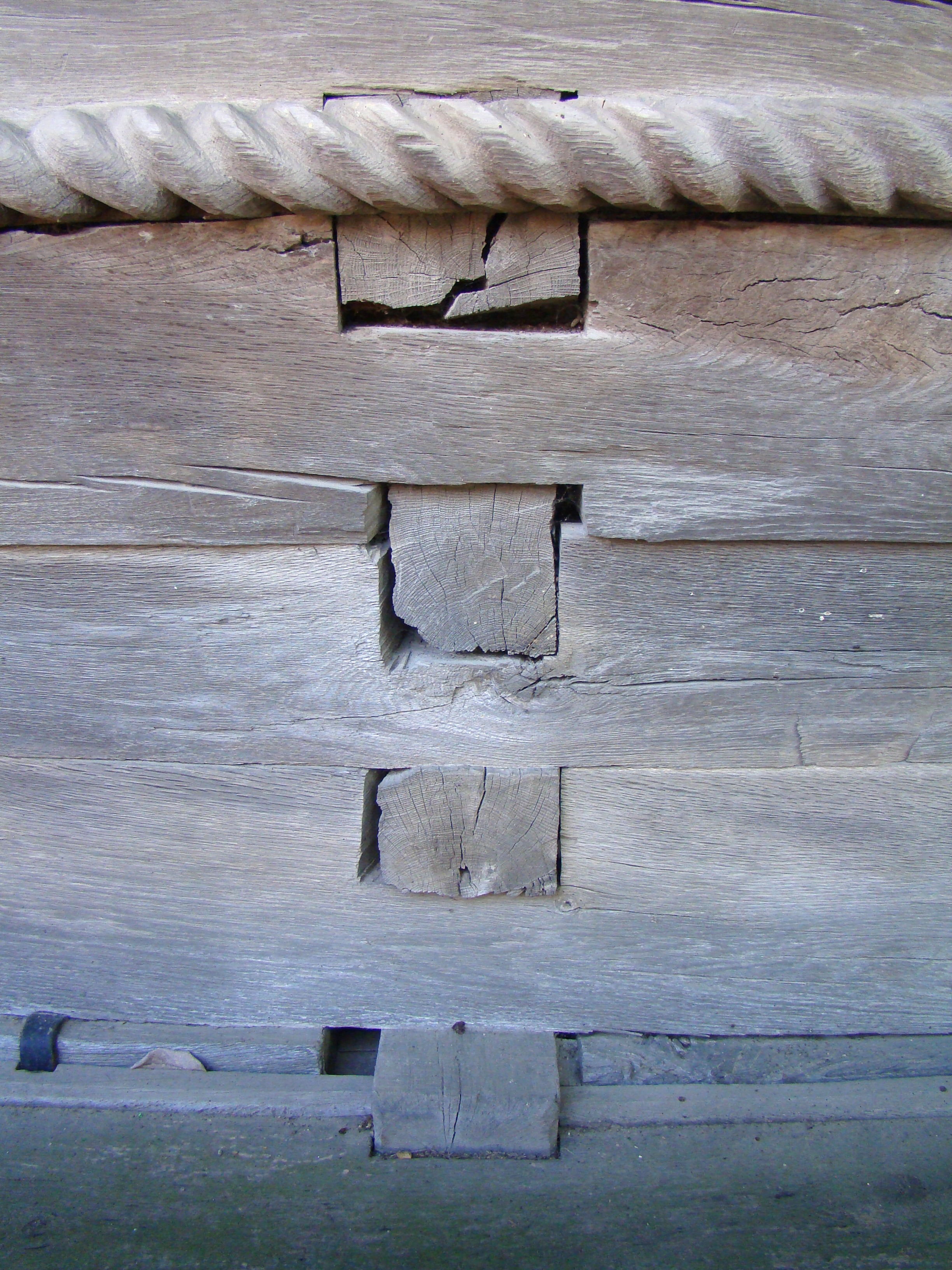
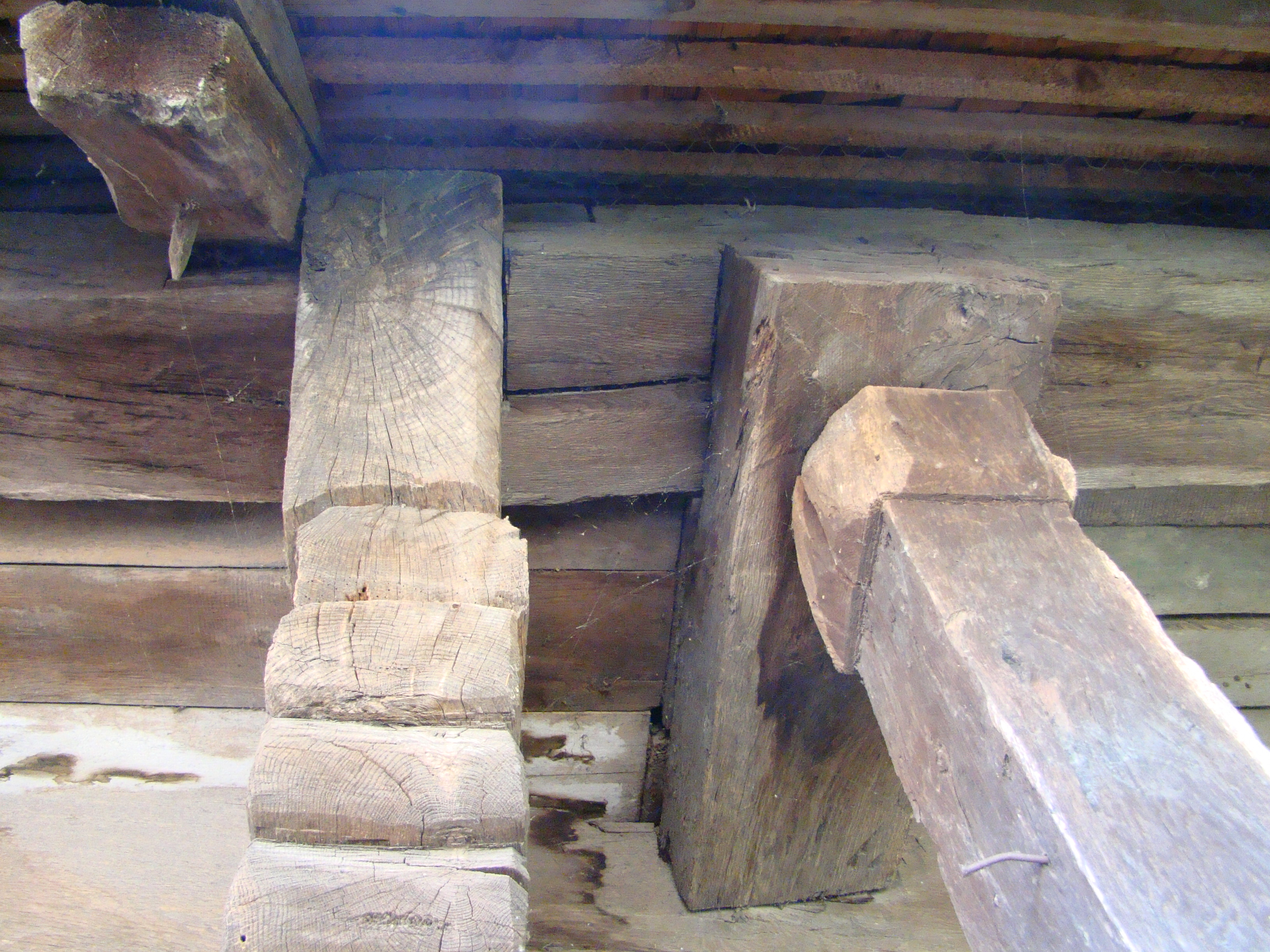
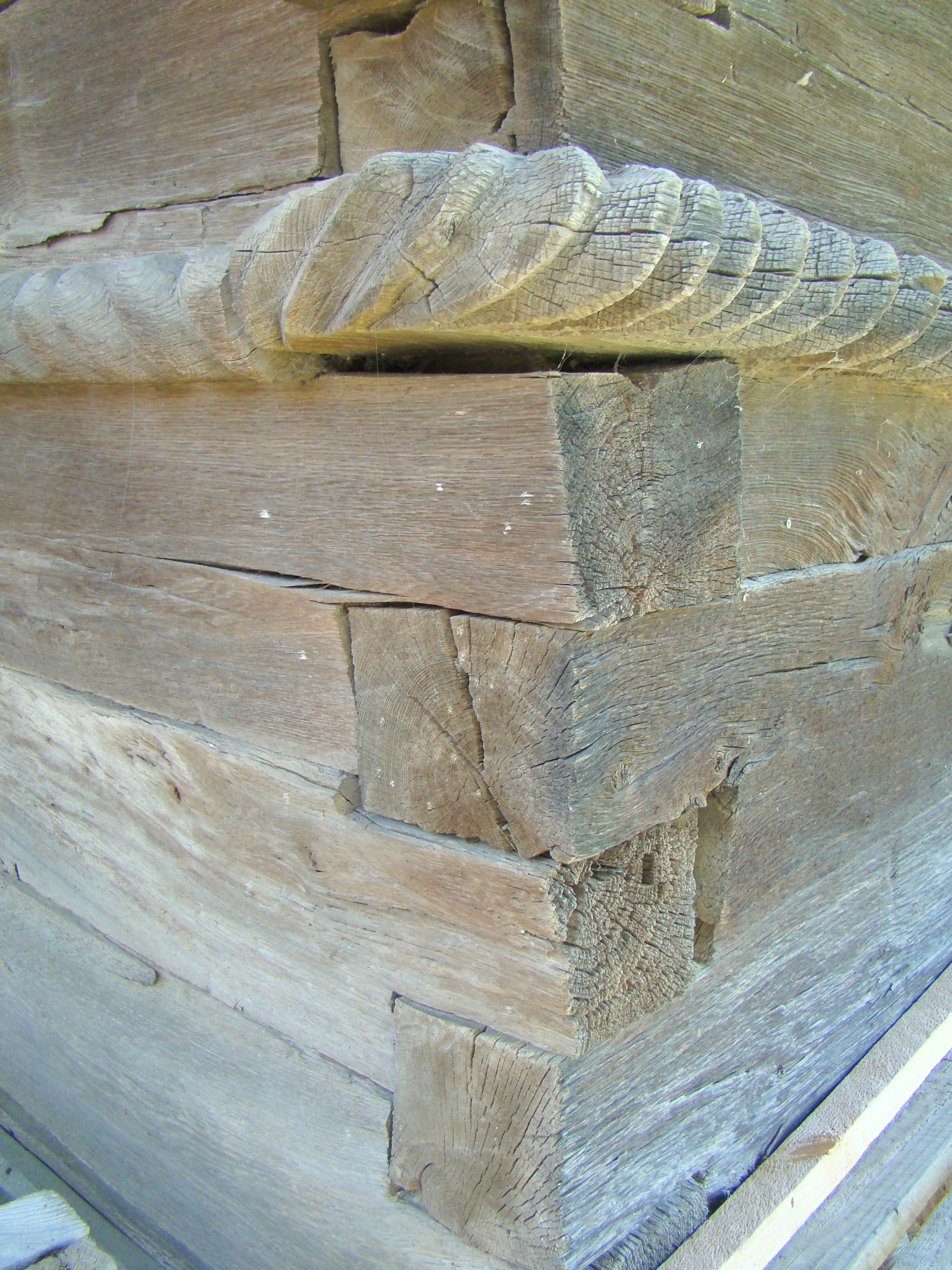

## Imagini din interior

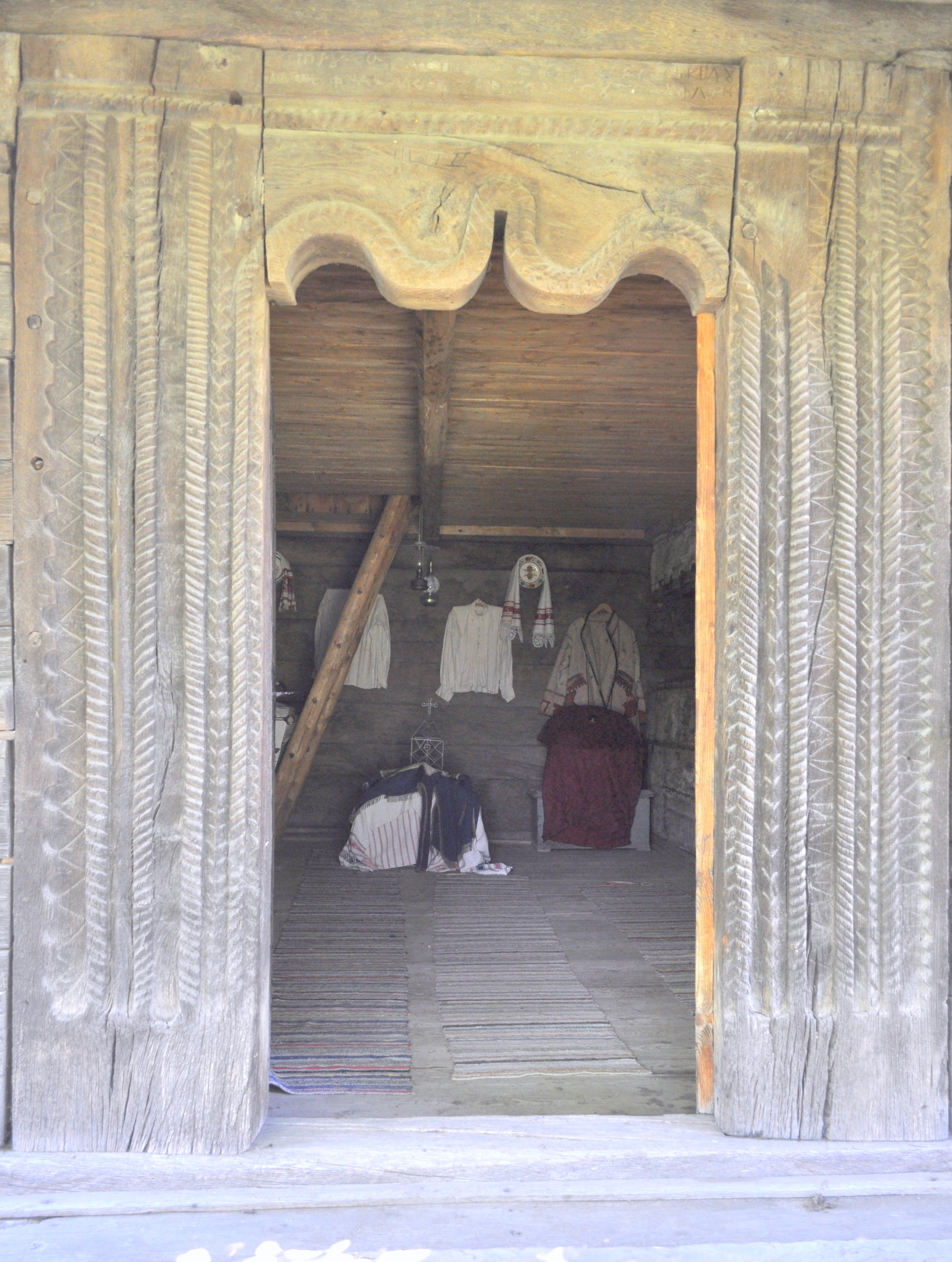
Portalul exterior
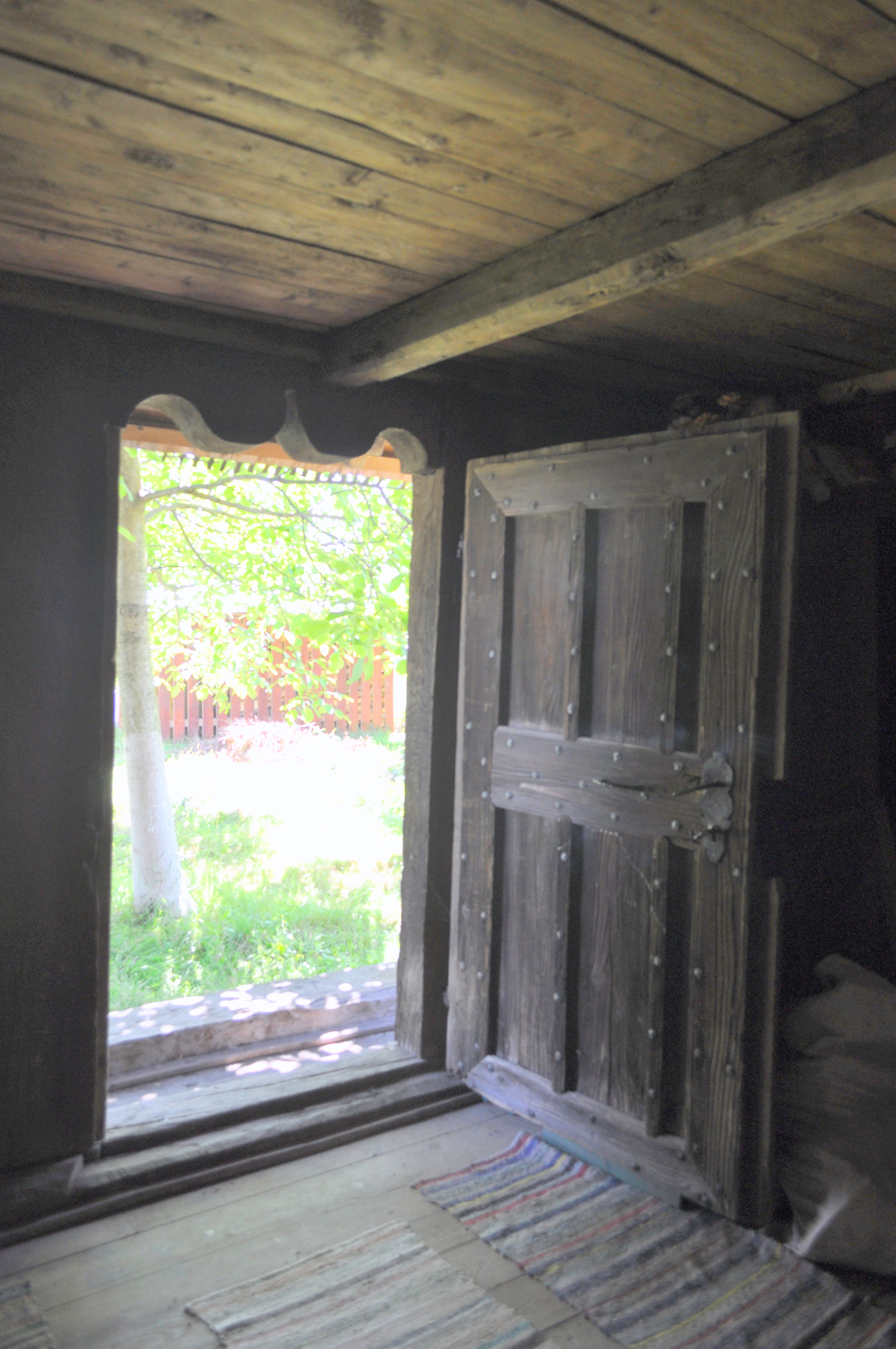
Ușa de pe latura sudică
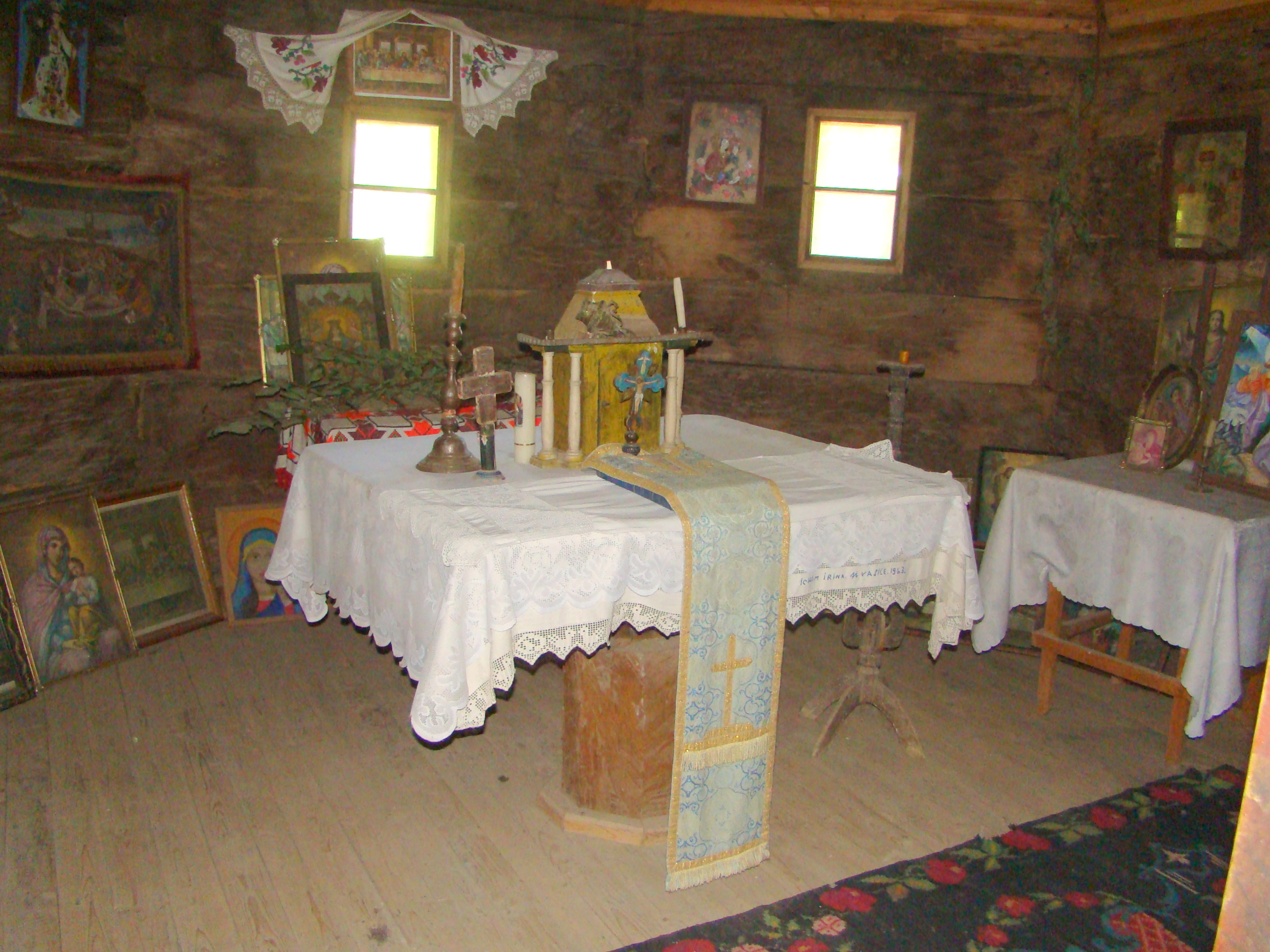
Masa altarului
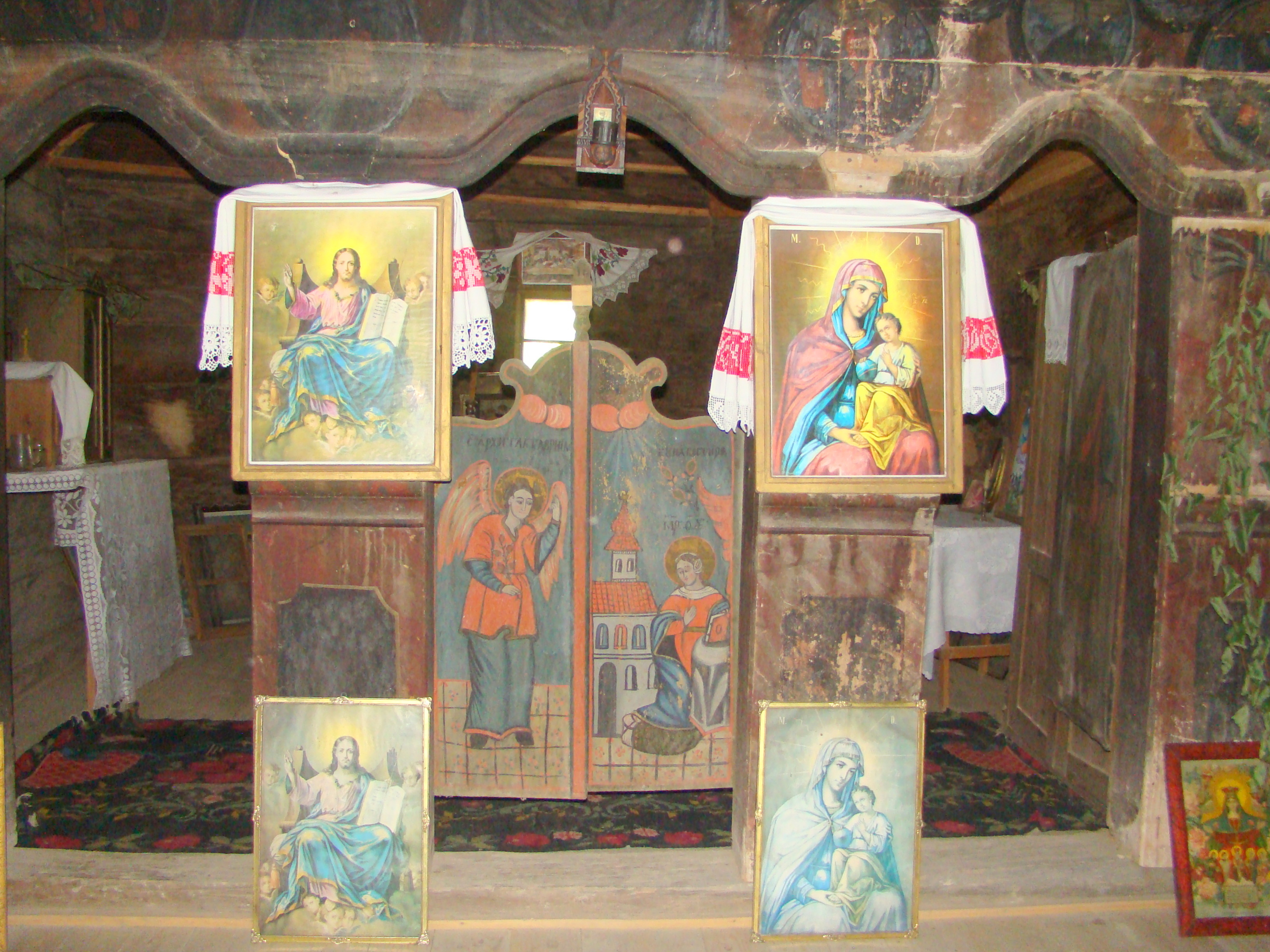
Uși și icoane împărătești
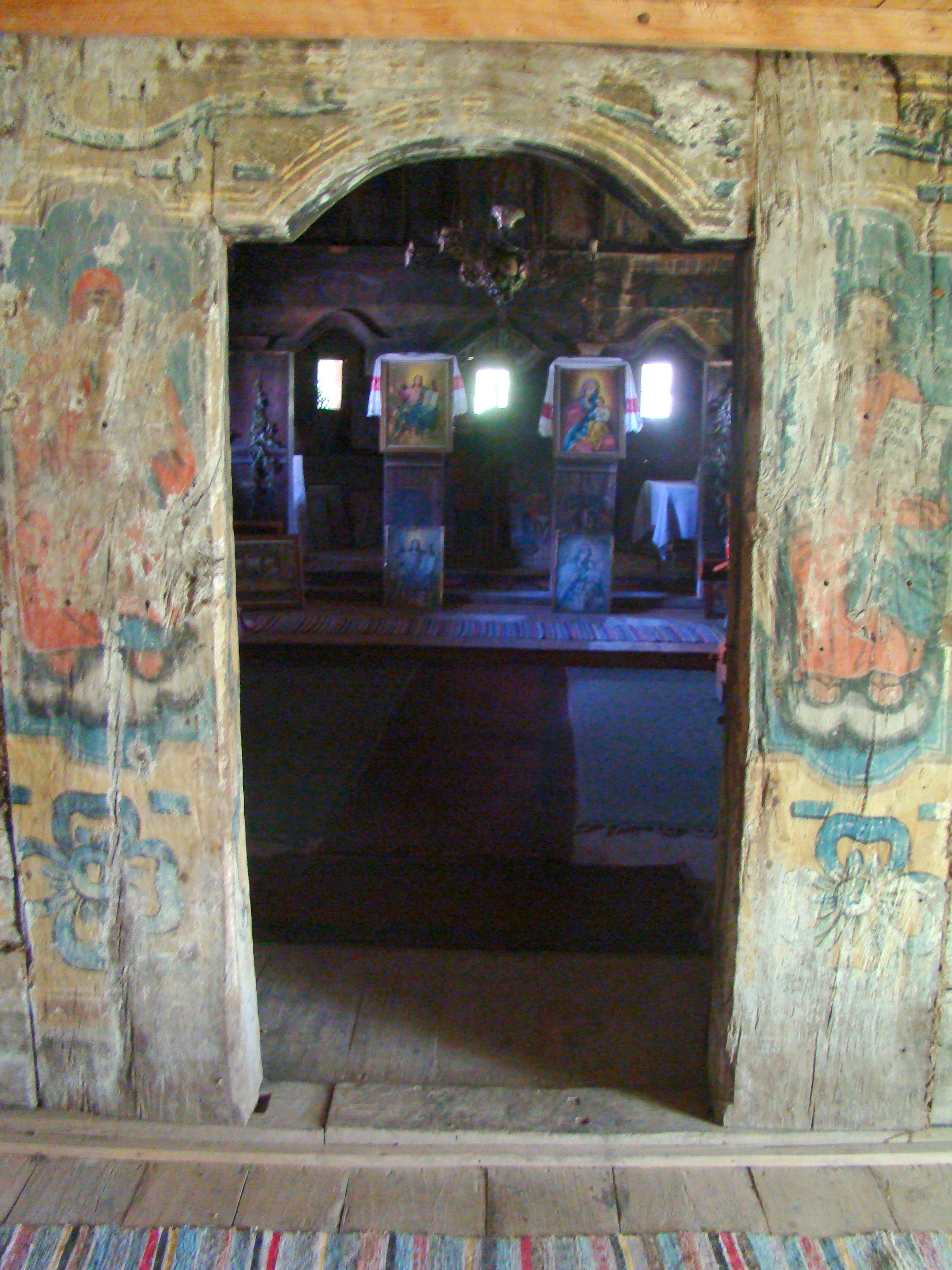
Portalul interior
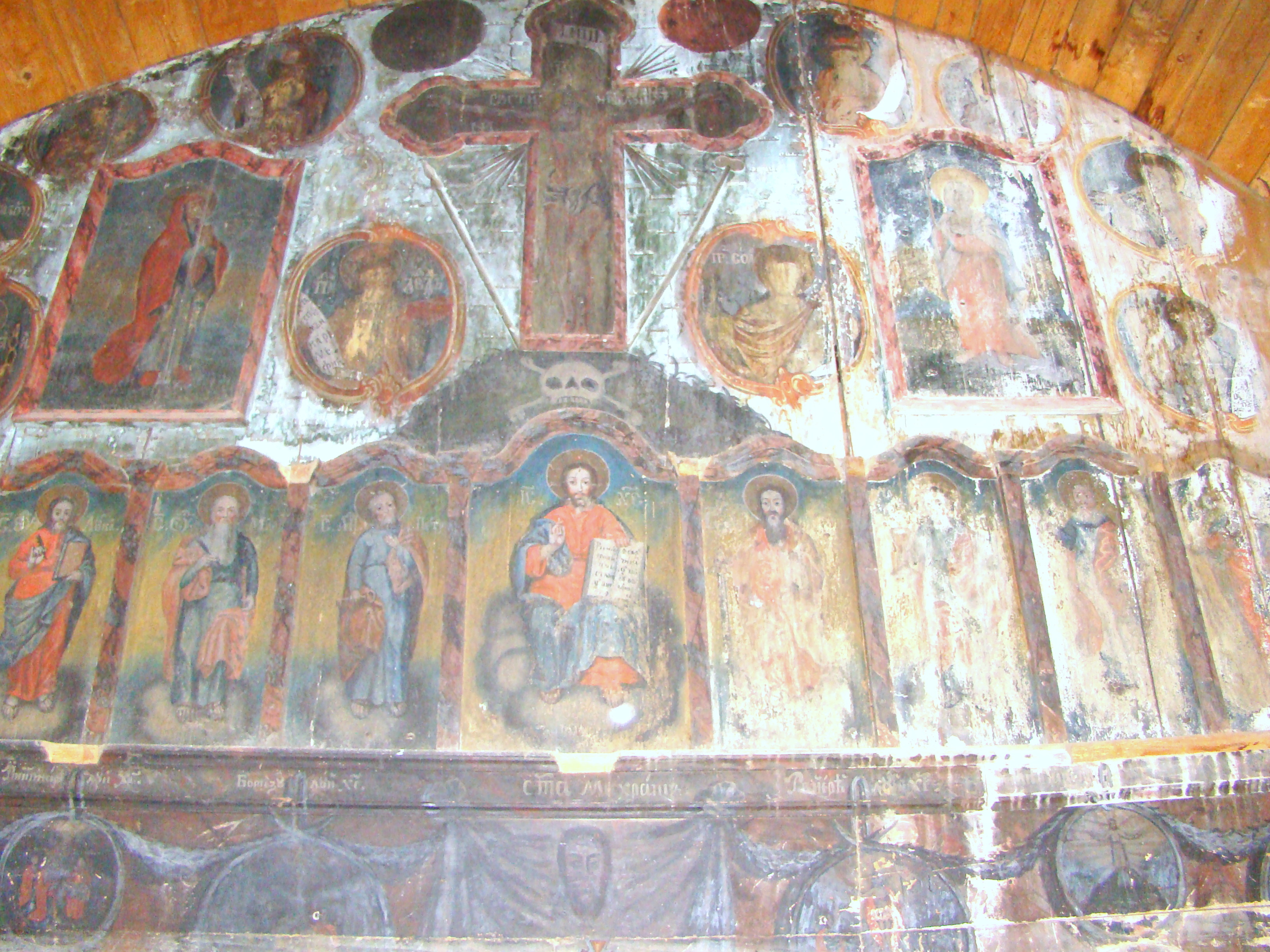
Iconostasul (detaliu)
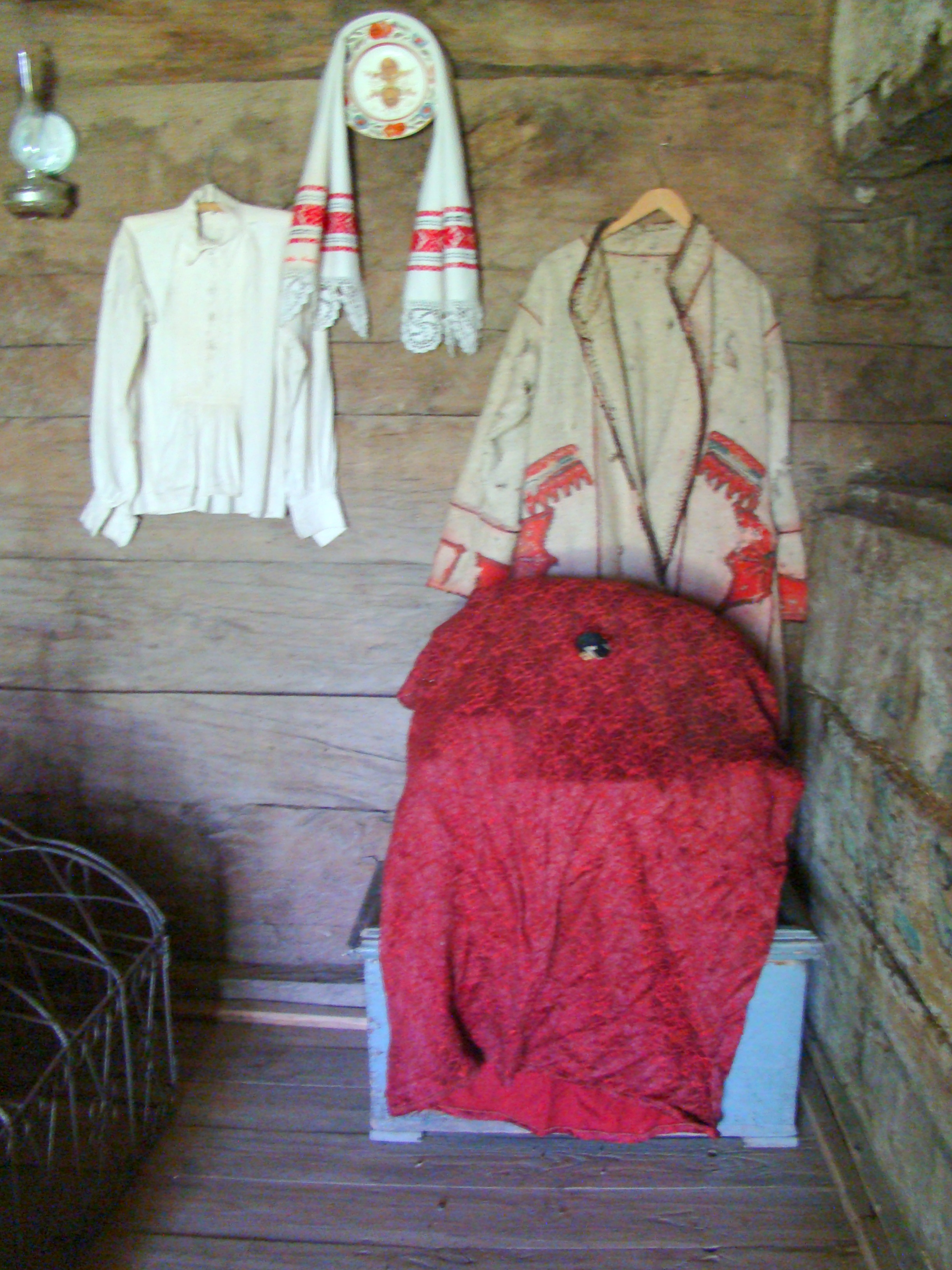
Exponate din micul muzeu etnografic amenajat în incinta bisericii
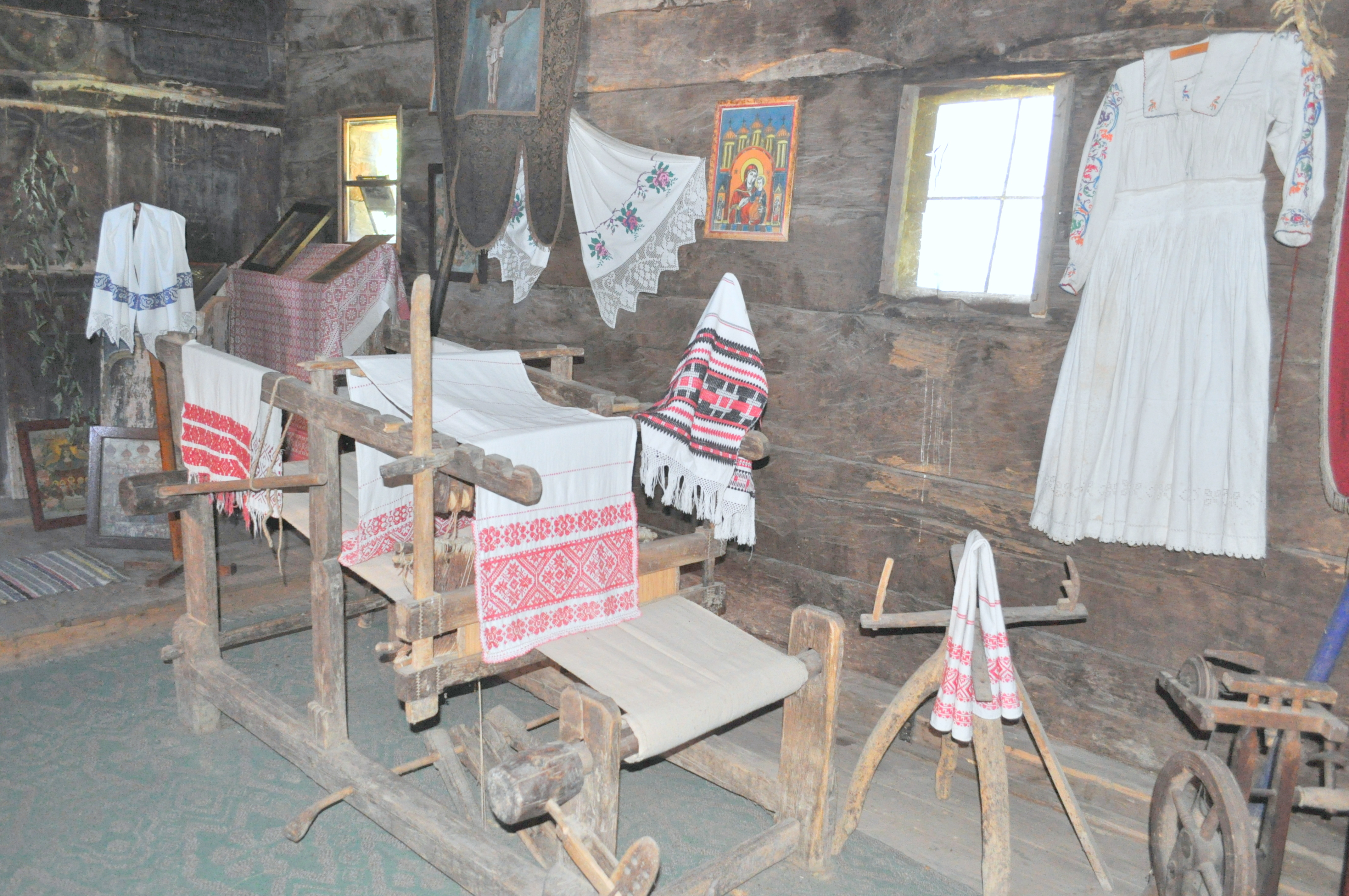
Exponate din micul muzeu etnografic amenajat în incinta bisericii

## Galerie de imagini, Biserica de zid

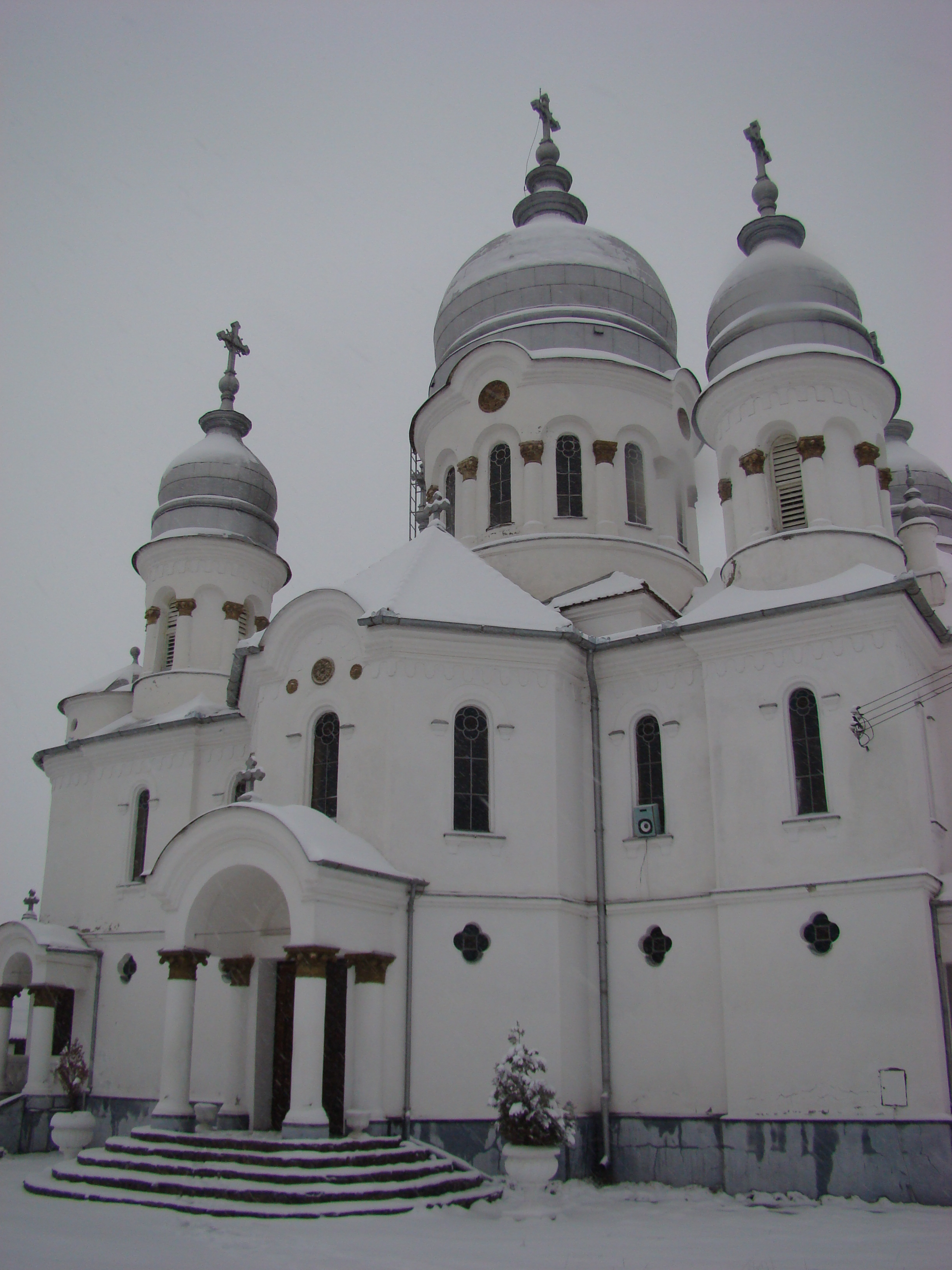
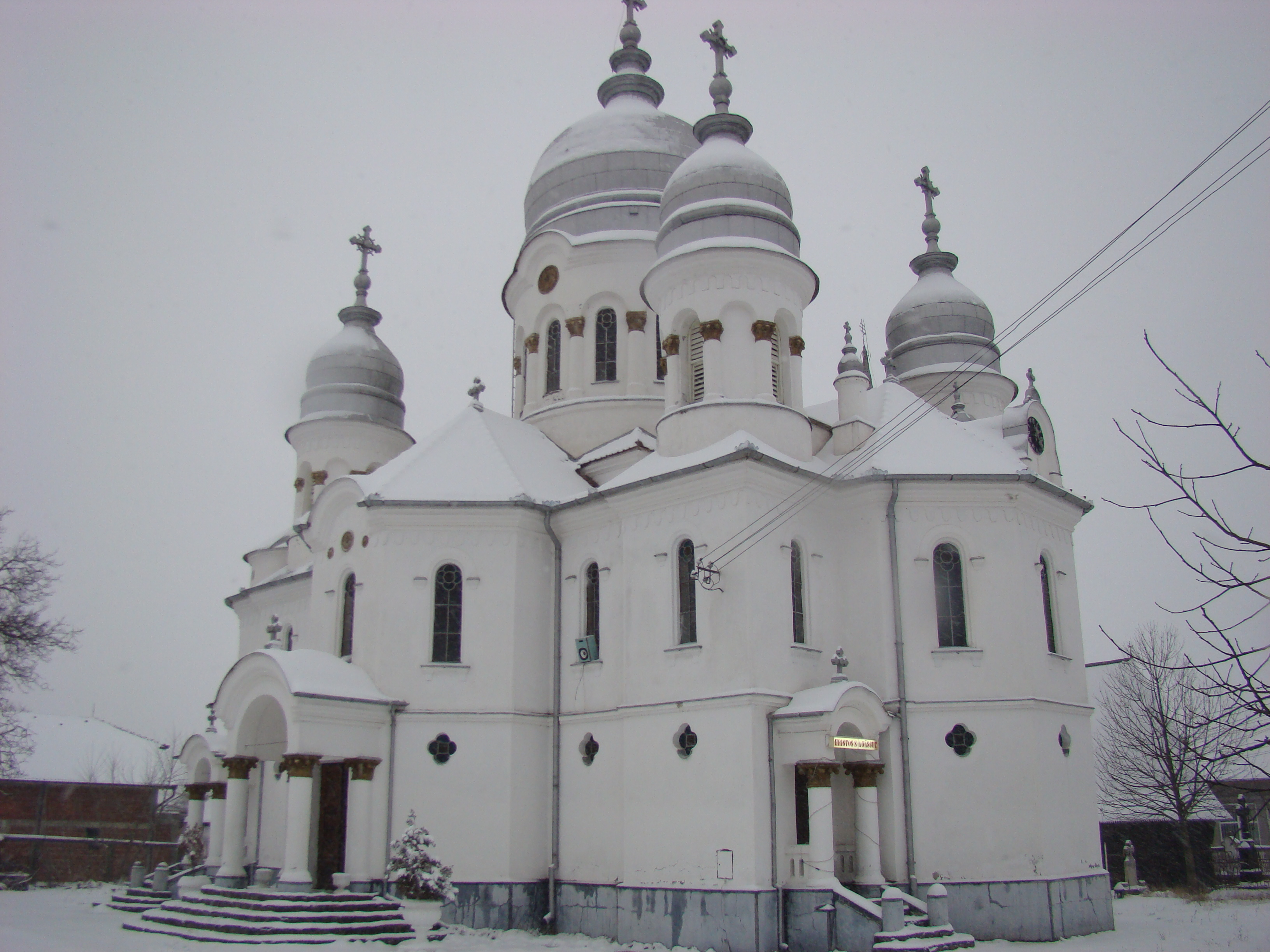
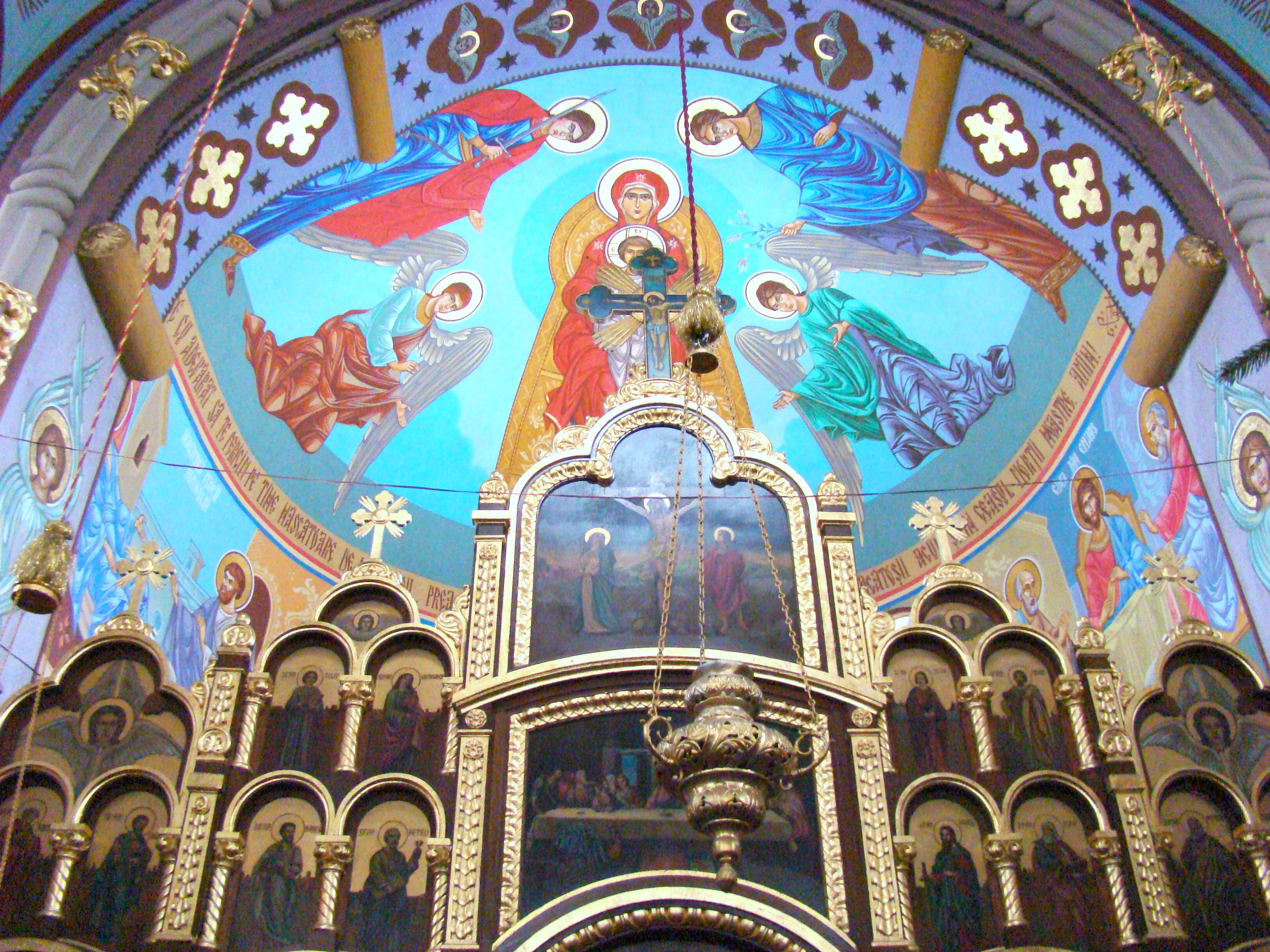
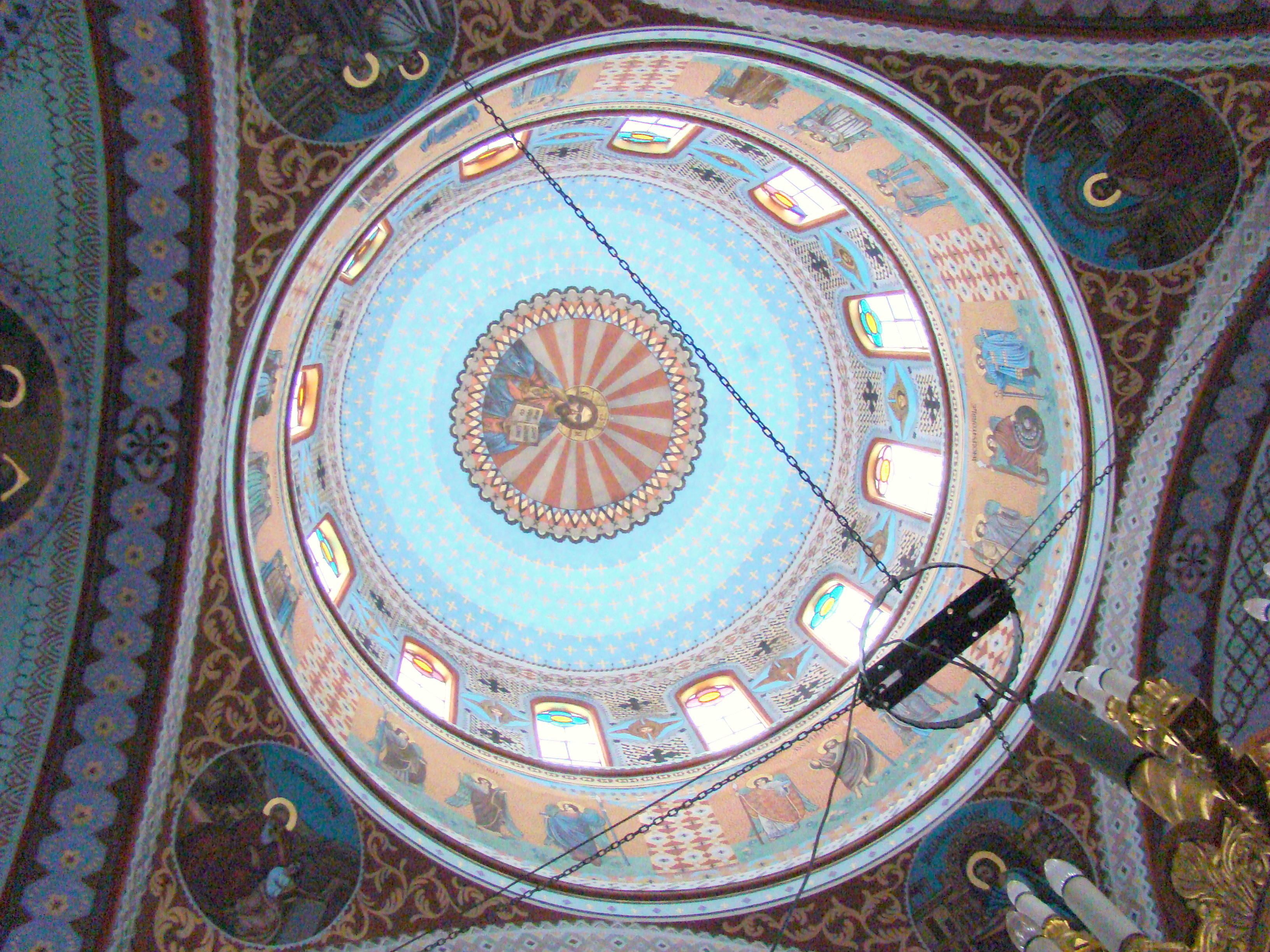
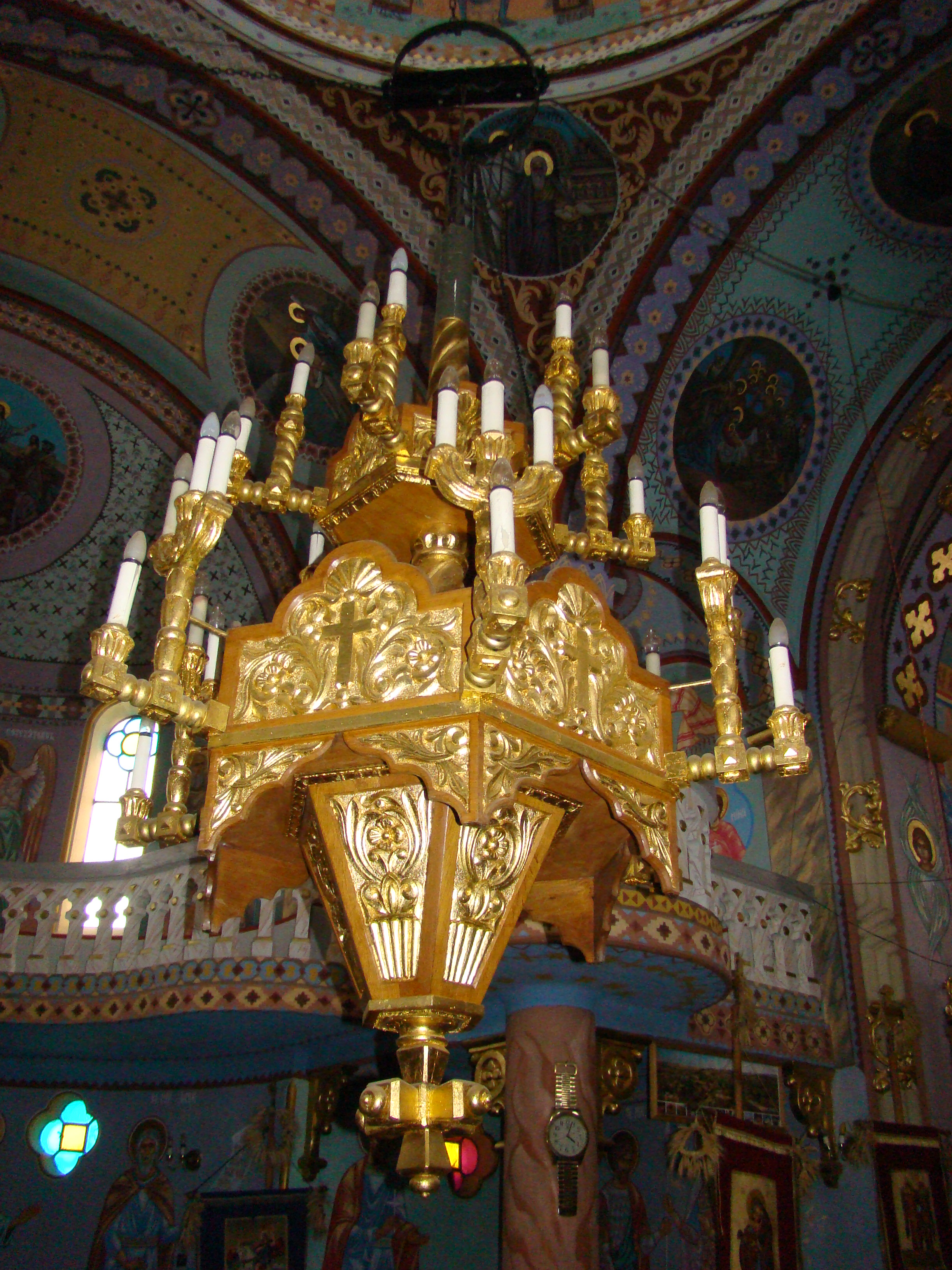
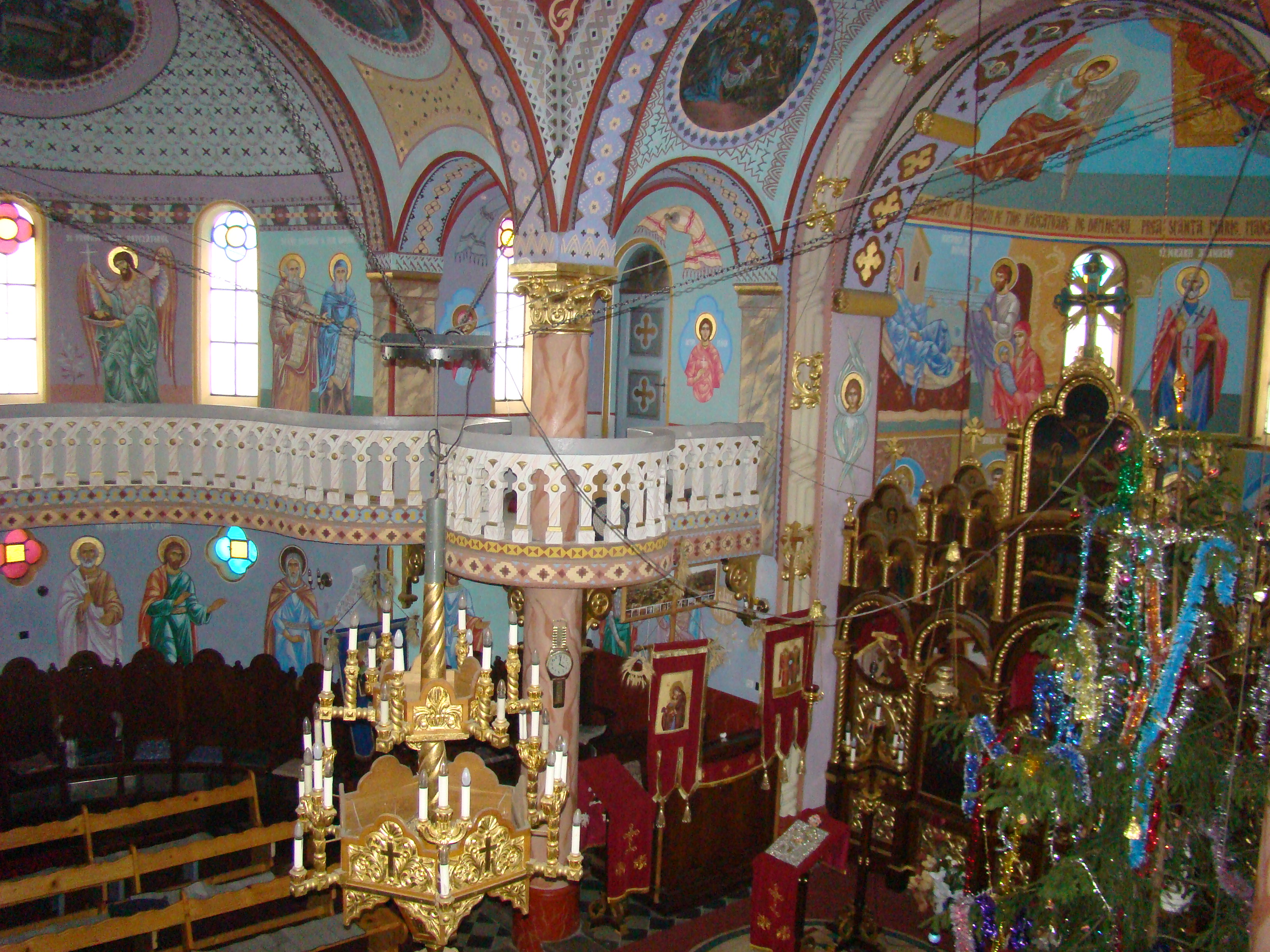
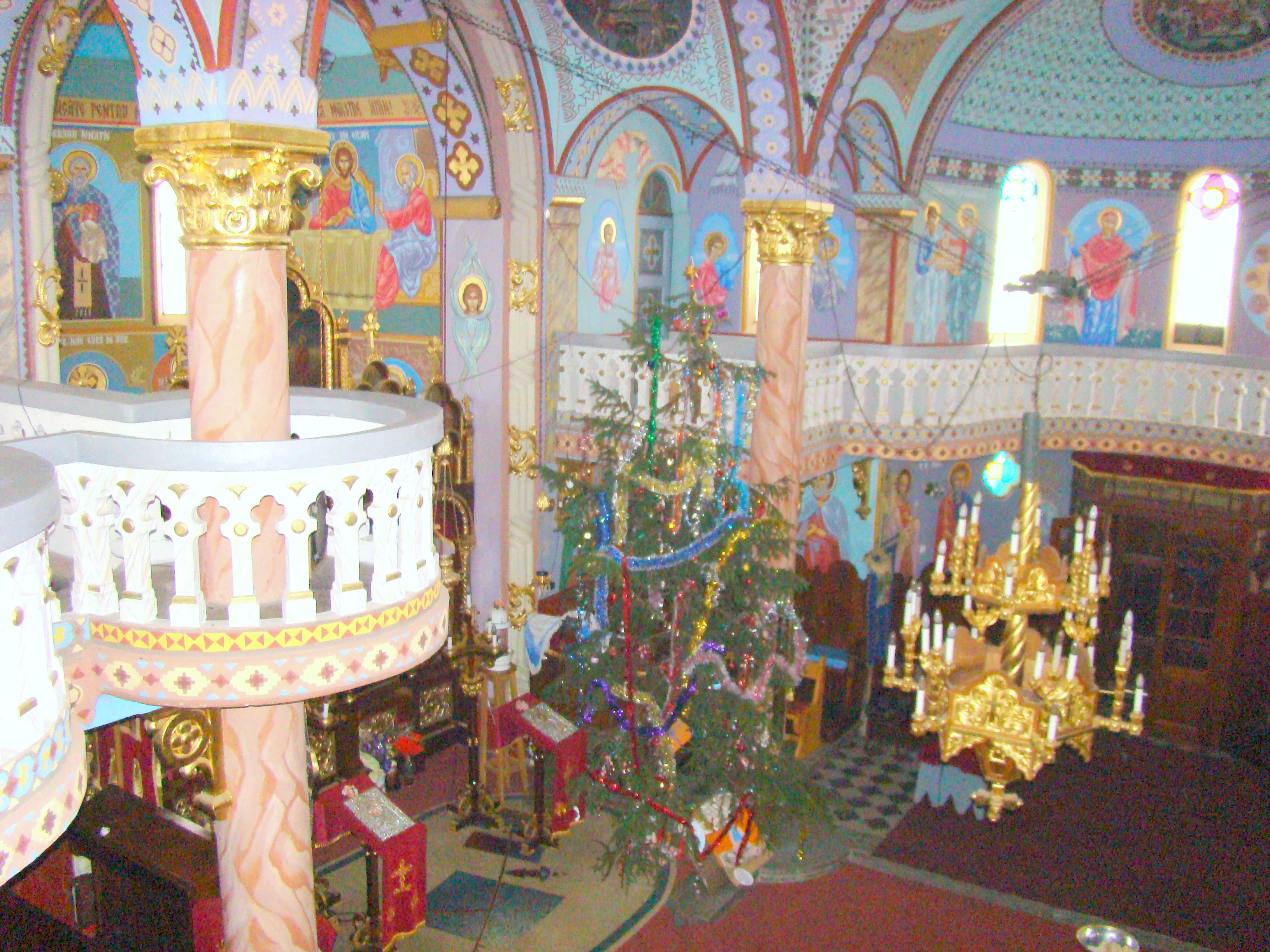
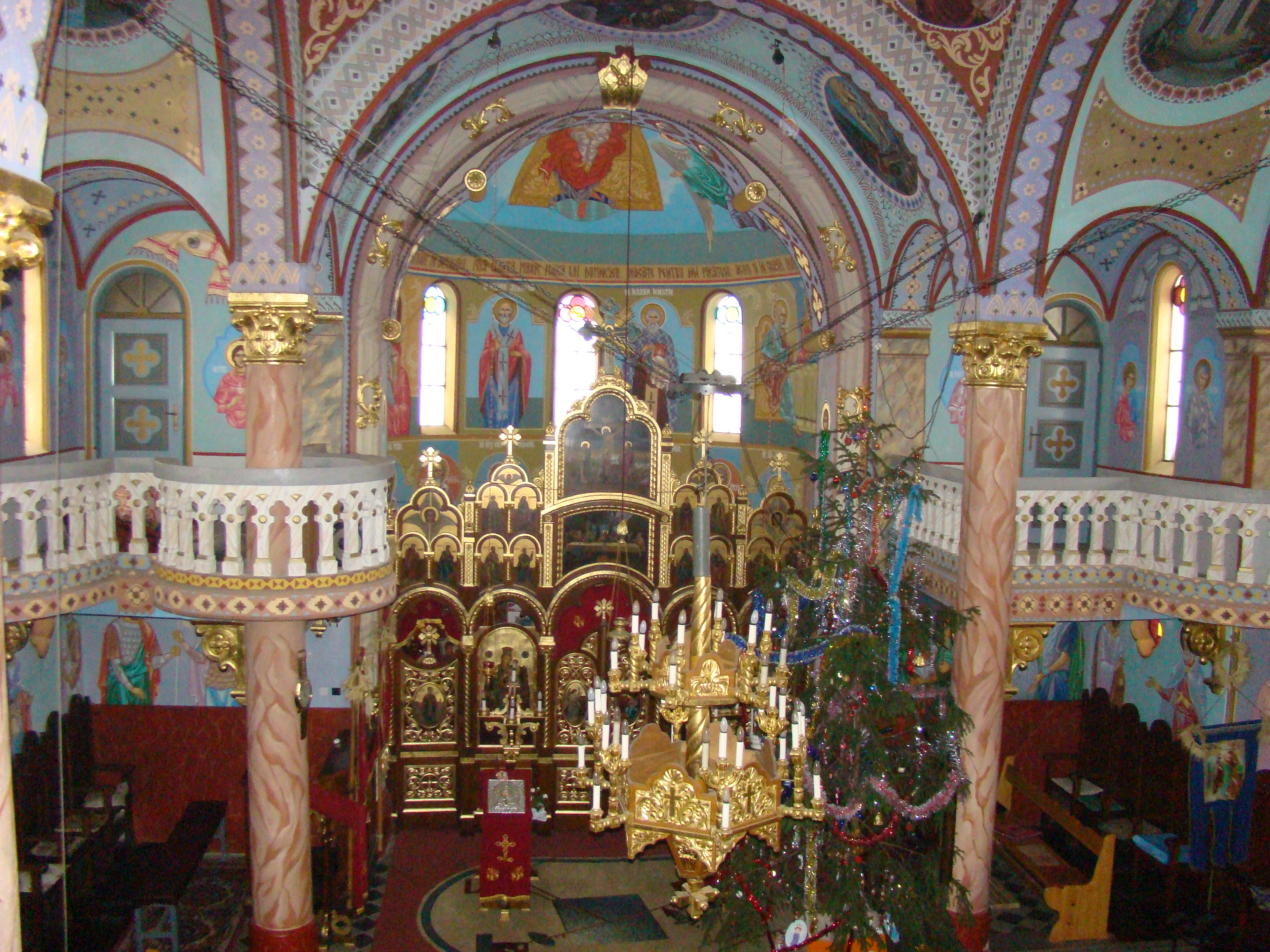
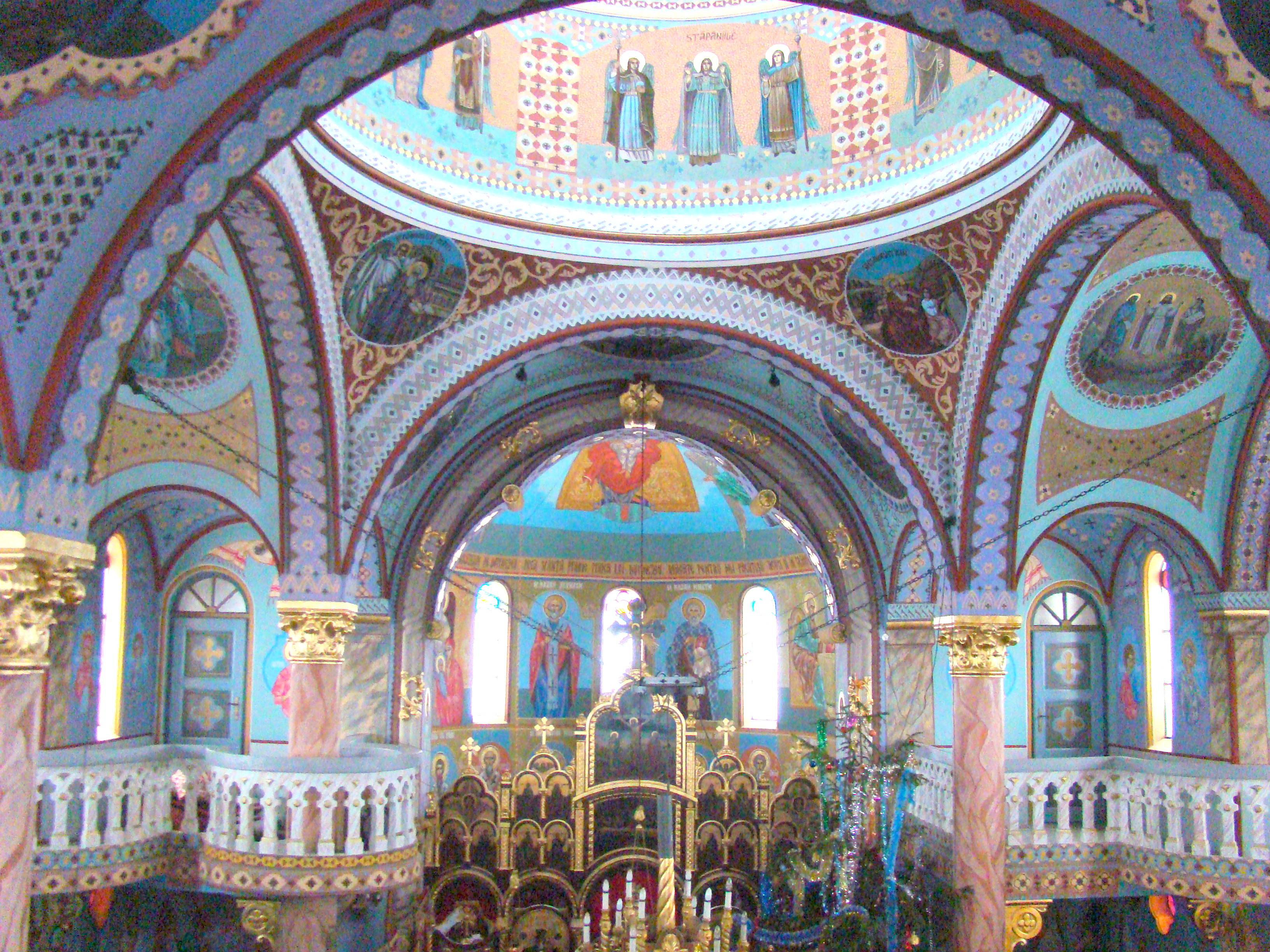
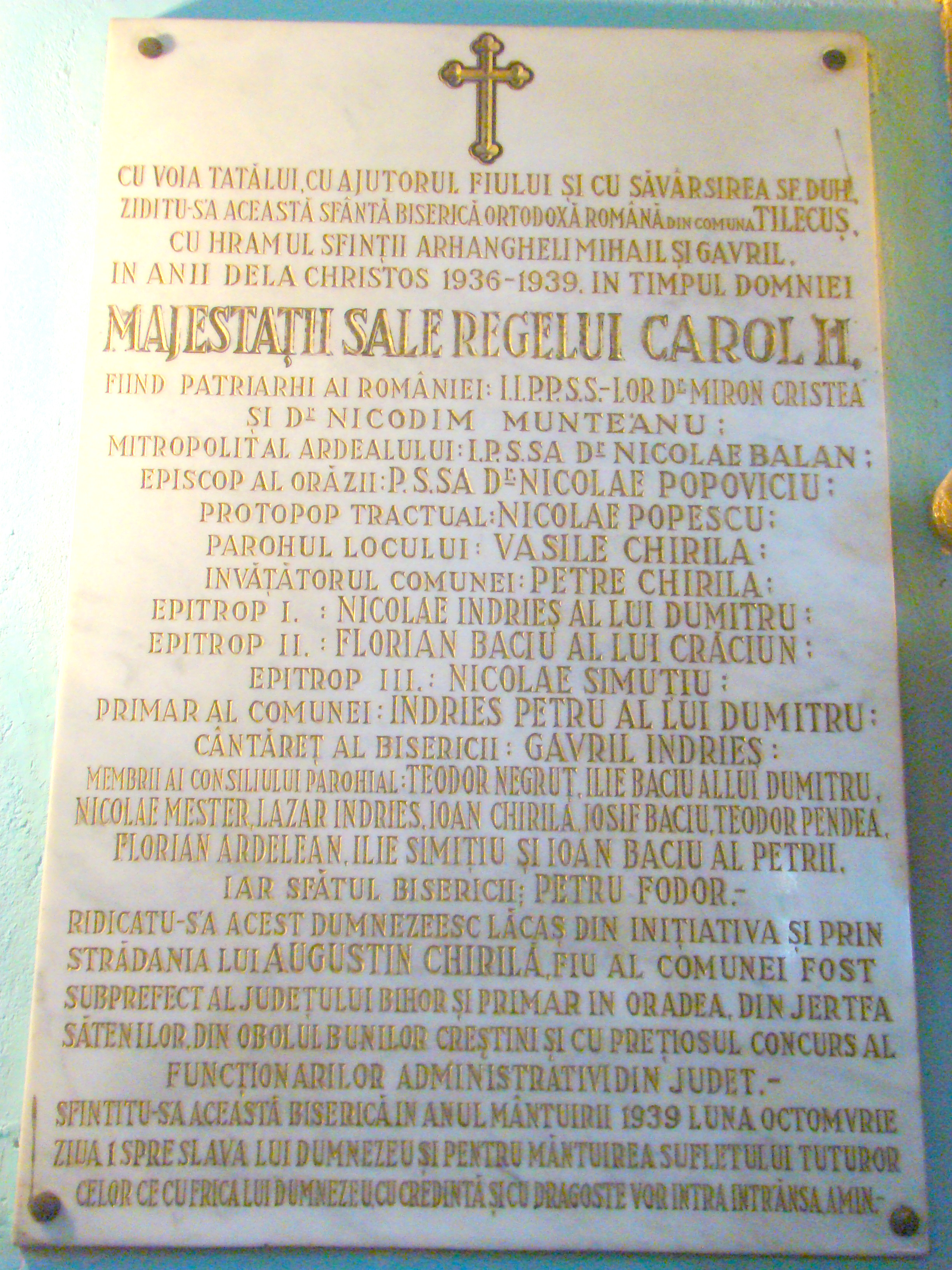
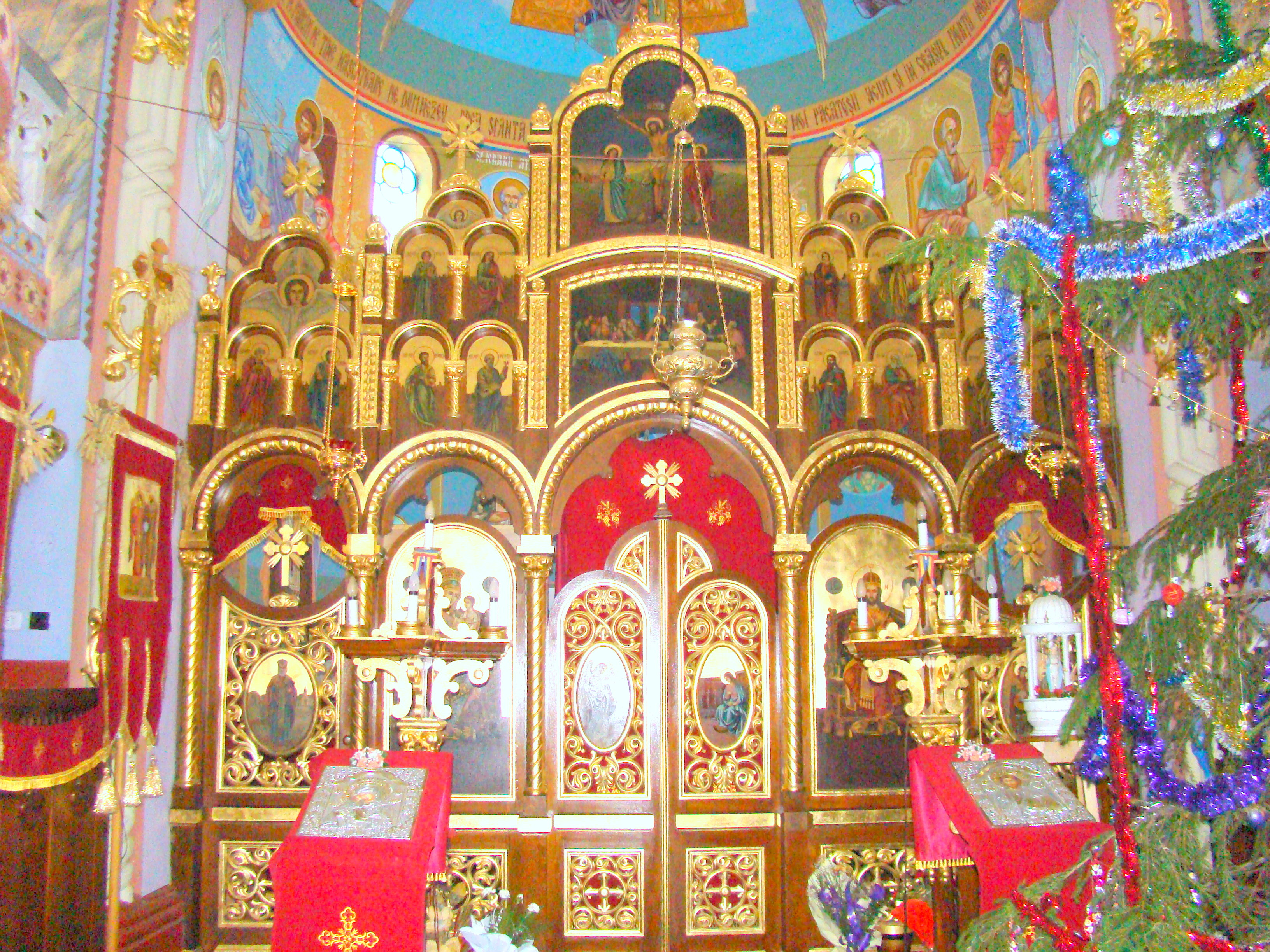